# Polychaeta
Classe
Sous-classes de rang inférieur
- Errantia
- Sedentaria

Les polychètes (Polychaeta) sont une classe paraphylétique de l'embranchement des Annélides. Ils constituent le groupe de vers annélides comportant le plus grand nombre d'espèces, soit plus de 13 000. Ils sont caractérisés par leurs « parapodes » munis de « soies » (semblables à de longs poils). 
Ce sont des animaux essentiellement marins ou estuariens. 

On les a divisés en deux groupes :
- les sédentaires (fixés au substrat). Les polychètes sédentaires sont principalement tubicoles ;
- les errantes (capables de mouvements et donc, de se déplacer). Les polychètes errantes, comme le genre Nereis, sont des prédateurs munis de mâchoires ou de dents plus ou moins visibles et marquées.

## Anatomie et biologie
Les polychètes sont des vers d'allure plus ou moins classique, avec un corps tubulaire parcouru par le tube digestif. Ils se distinguent des autres vers annelés par :
- la présence d'une « tête » bien développée (chez la plupart des espèces) ;
- des parapodes, appendices pairs munis de soies de chitine présents sur la quasi-totalité des segments ;
- l'absence de clitellum.

Le tube digestif est de type primitif (tube linéaire, de la bouche à l'anus) chez la plupart des espèces, mais il peut former une anse chez les ampharétiens et les térébelliens, et plusieurs boucles chez les flabelligériens, les espèces du genre Sternaspis et les pectinaires. 

Il est composé de plusieurs régions (structure histologique différente) souvent arbitrairement nommées « pharynx », « proventricule », « ventricule », « gésier », « estomac », « intestin ». 

Chez les errantes et certains sédentaires, le tube digestif commence, côté « bouche » par une trompe exsertile, parfois très volumineuse, qui peut être garnie de nombreuses papilles molles (chez les phyllodociens ou Nephthys) ou de denticules cornés (paragnathes des Nereis). 
La « trompe » est chez certaines espèces garnie d'une grosse dent ou d'une ou plusieurs paires de mâchoires cornées, de forme parfois très complexe.

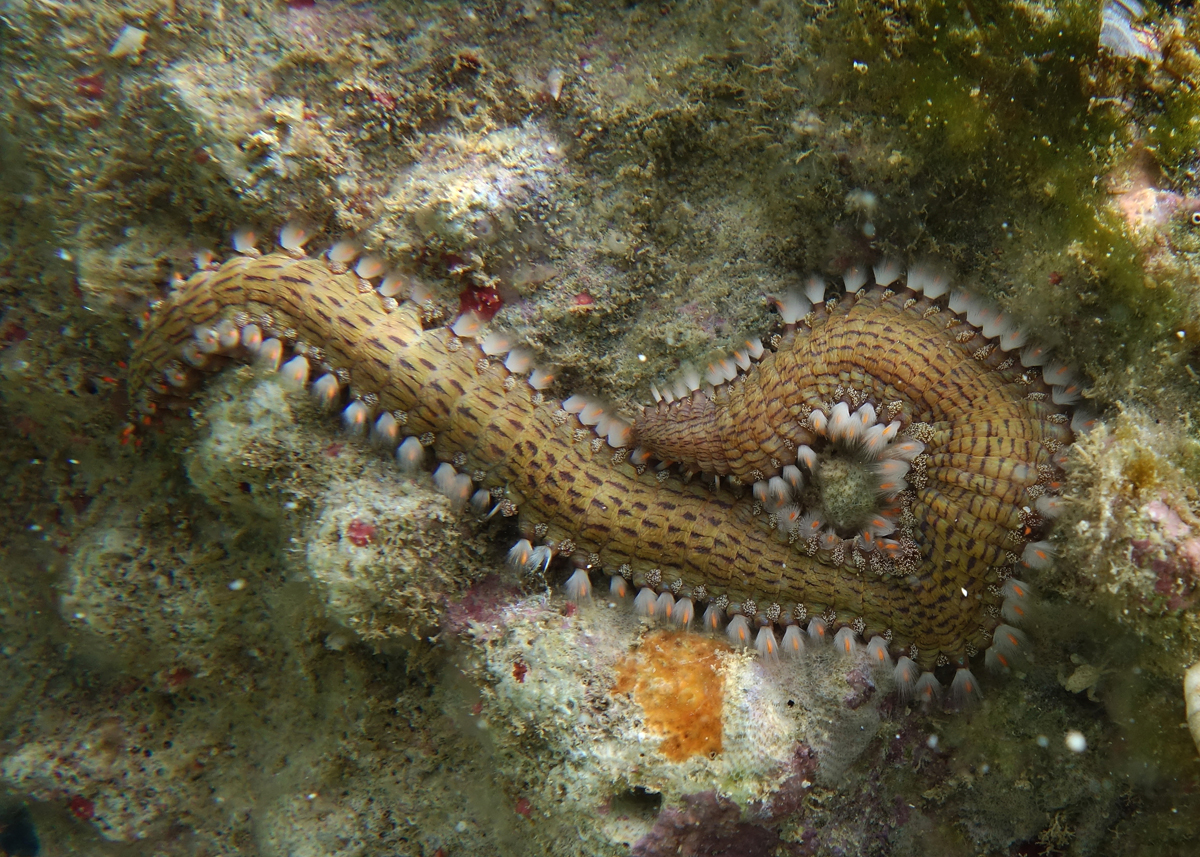
Un polychète caractéristique : un « ver de feu » (genre Pherecardia)
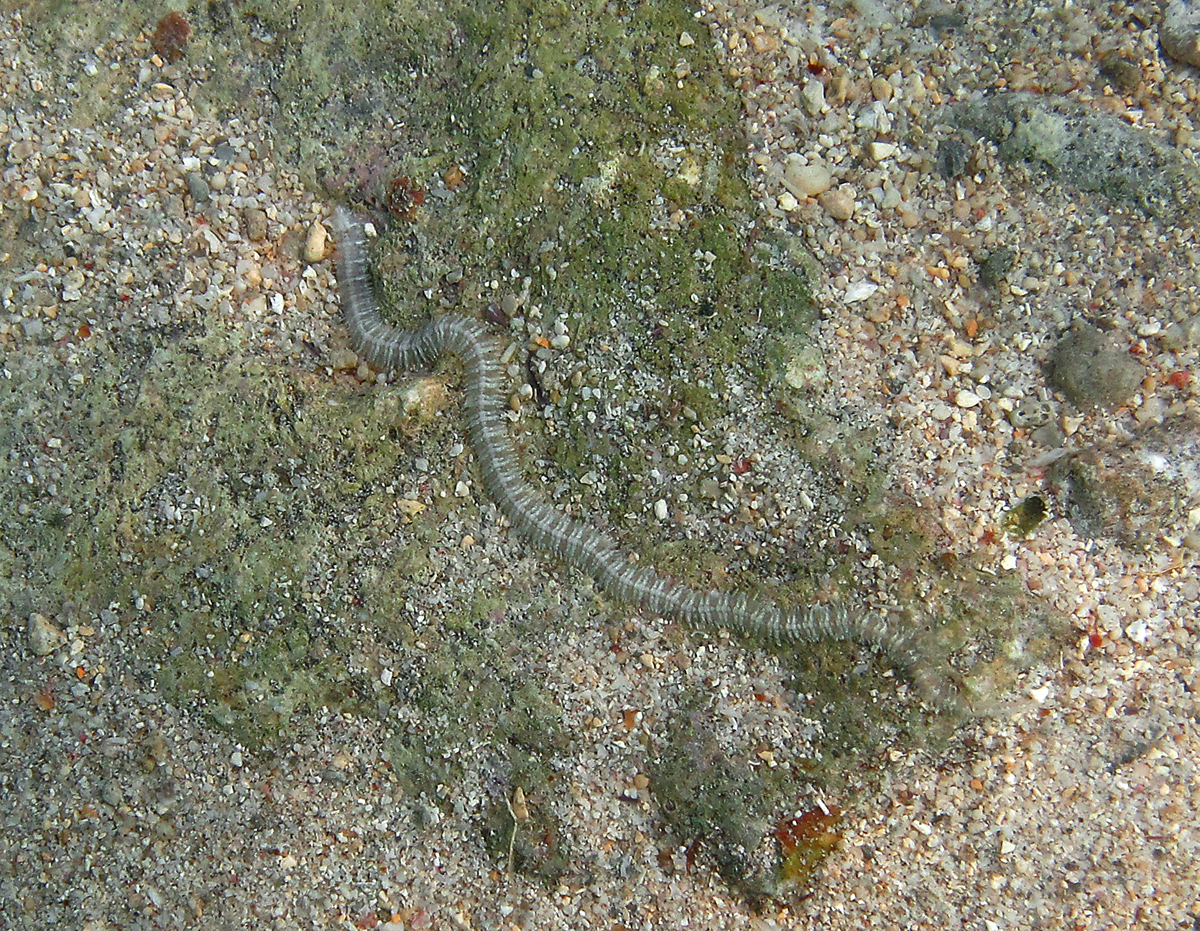
Un ver à écailles du groupe des polynoïdes
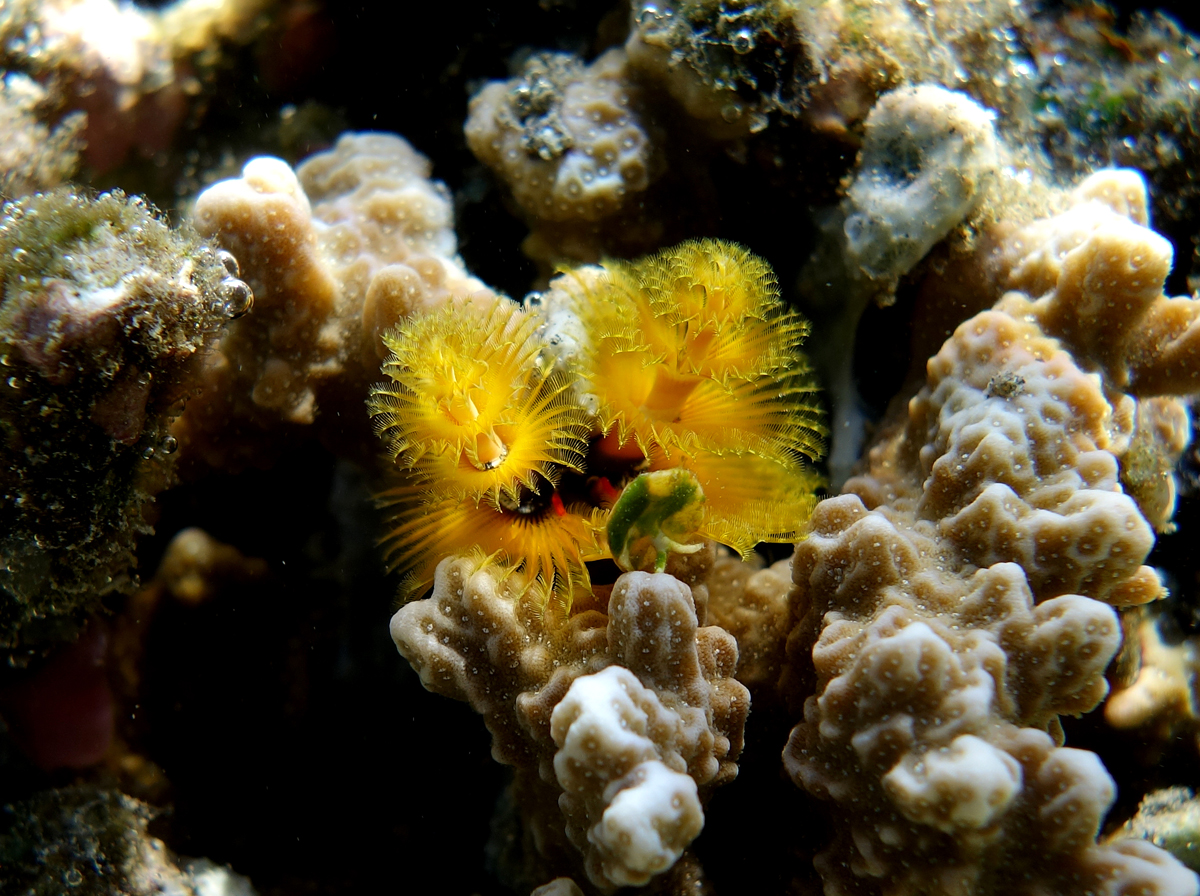
Un ver sédentaire : le ver « arbre de Noël » (Spirobranchus giganteus), et ses deux organes filtreurs.
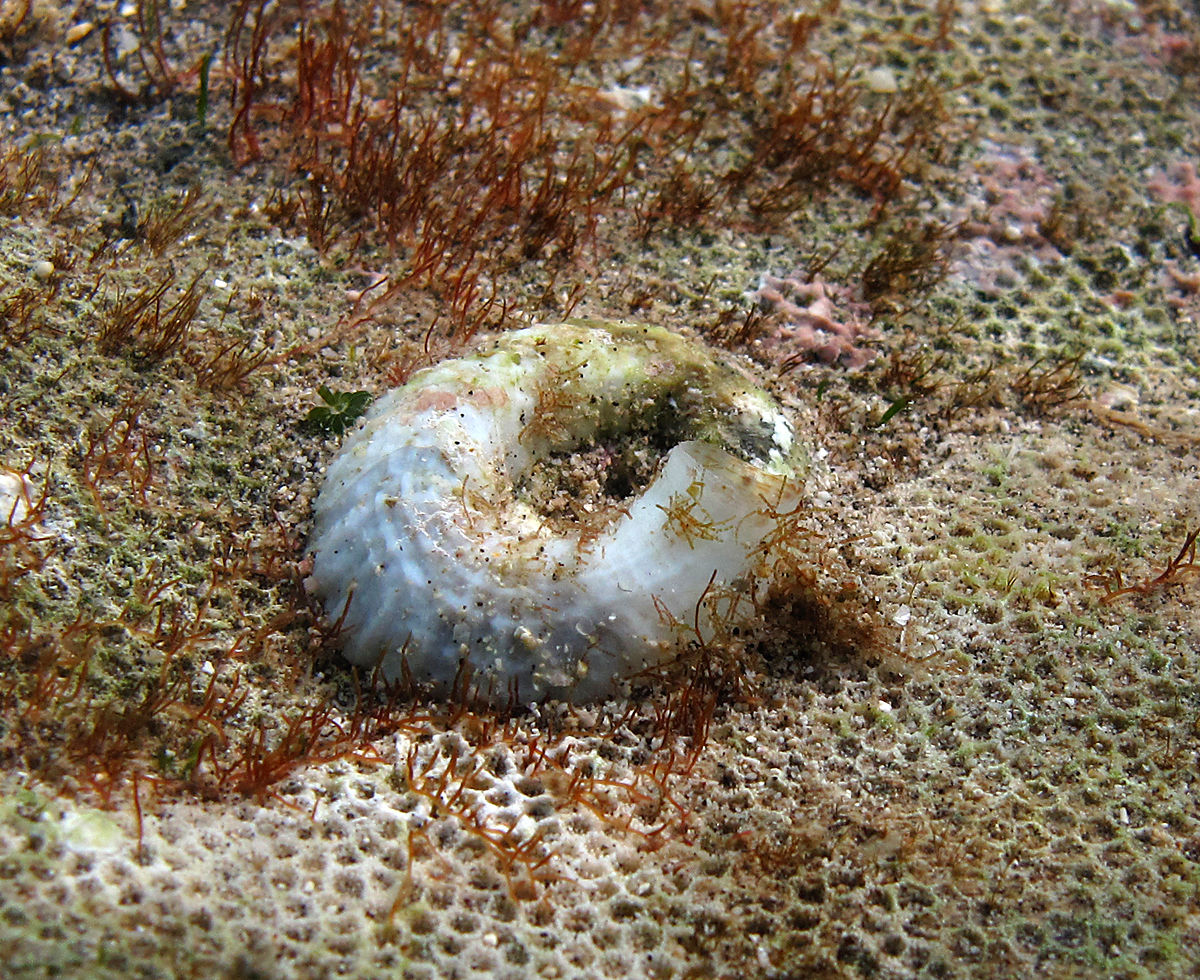
Un ver tubicole « Spirorbe » (Spirorbis sp.)
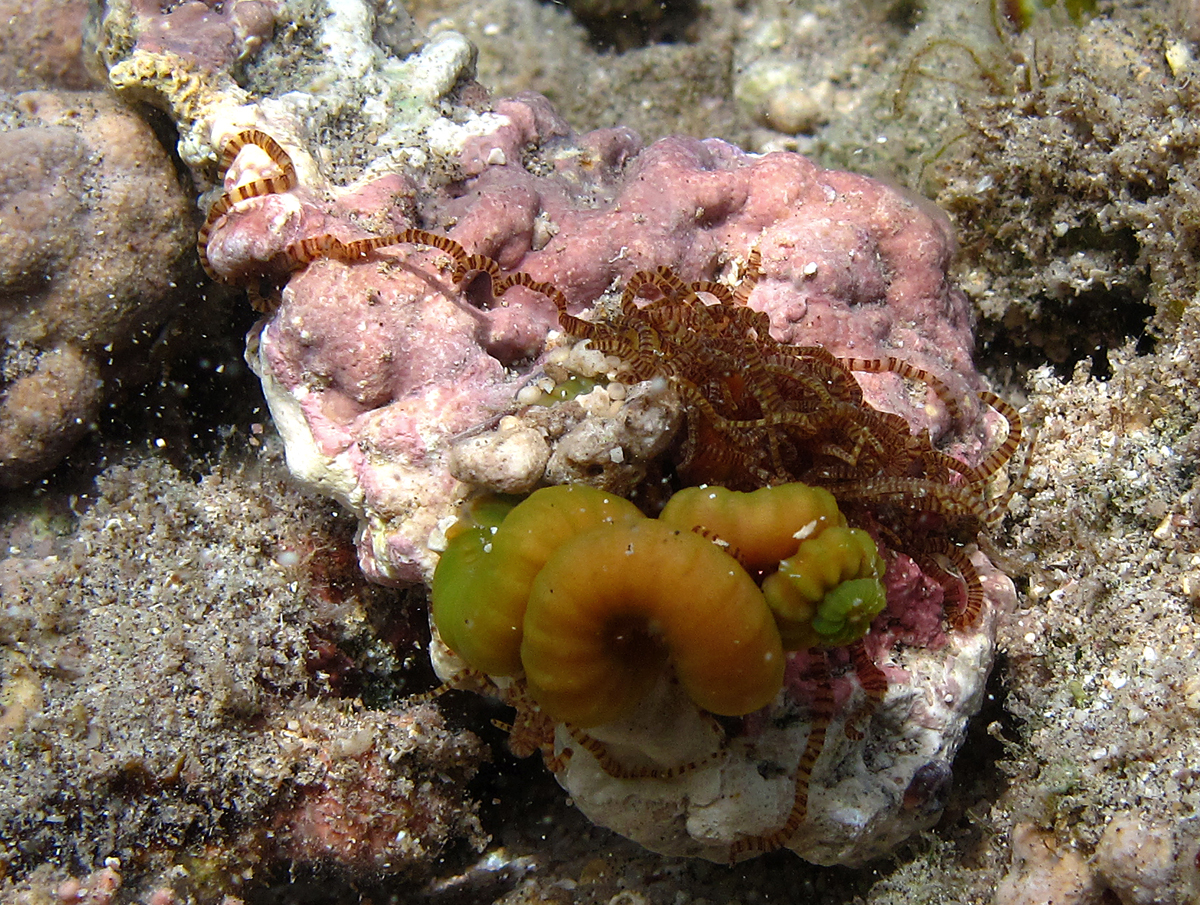
Un ver térebellidé, Loimia sp.

## Reproduction et développement

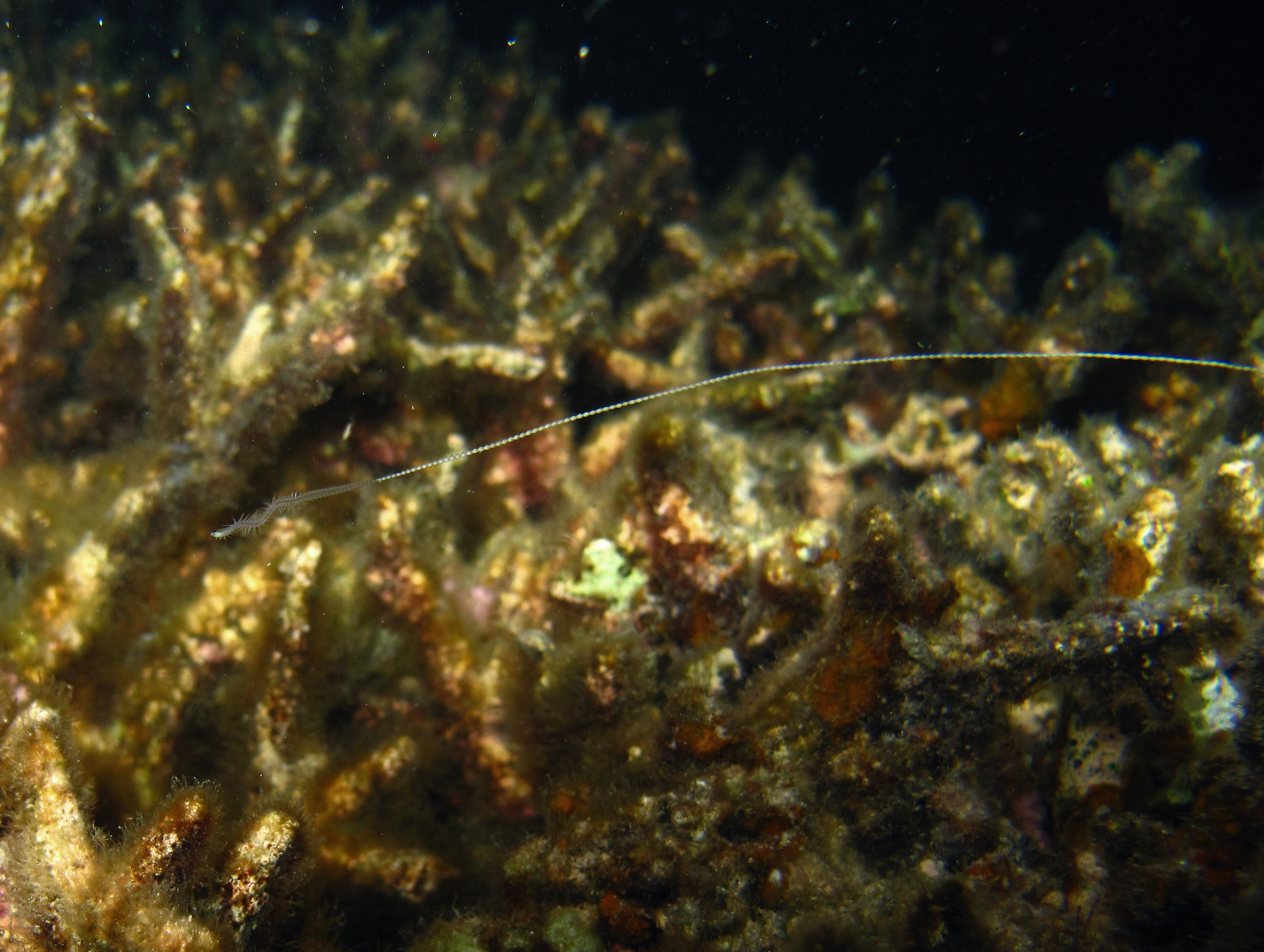
Un ver épitoque.

La reproduction des polychètes est bisexuée (à sexes séparés, mais sans dimorphisme sexuel), hormis pour quelques exceptions (chez Platynereis dumerilii, Hesione sicula, quelques petits serpuliens, Branchiomaldane vincenti et plusieurs archiannélides). 
Chez les Errantia, lors de la reproduction le corps s'allonge puis éclate (phénomène d'« épitoquie »), laissant s'échapper les gamètes dans le milieu.
La reproduction et la croissance de quelques espèces ont été étudiées plus finement ; pour des polychètes élevés en laboratoire (par exemple pour fournir des bioindicateurs de toxicité des sédiments, ou comme ressource à commercialiser dans des élevages aquacoles semi-industriels pour répondre à une demande d'appâts vivants pour la pêche à la ligne). Il s'agissait aussi de mieux comprendre les implications de la périodicité de la reproduction de ces espèces (souvent associée au cycle lunaire),.

### Mise en place de la métamérie chez les polychètes

#### Développement et métamorphose de la larvetrochophore
L'ectoderme forme la paroi externe du corps, il porte des cils qui interviennent dans la locomotion et la nutrition. Ils sont disposés sur 2 couronnes : la « prototroche » (autour de la bouche) et la « métatroche ». Il y a également une touffe apicale de cils. Le battement des cils permet d'orienter le déplacement de la larve et joue le rôle de gouvernail.
L'endoderme donne le tube digestif, qui est coudé, il s'ouvre par la bouche et se termine par l'anus. 
Le mésoderme donne des masses mésodermiques à l'arrière. Au cours de la métamorphose, par division cellulaire, on a une croissance des masses mésodermiques et formation de bandelettes mésodermiques le long du tube digestif. Les plus vieilles sont repoussées à l'avant. Chaque masse mésodermique se creuse et va former les vésicules cœlomiques. Ces vésicules cœlomiques sont formées par schizocœlie.
L'ensemble des vésicules cœlomiques se remplissent de liquide cœlomique.
La taille de la larve augmente, puis devient métatrochophore.
La métamérie entraîne la répétition segmentaire des organes, et ne concerne que les organes mésodermiques.
L'ectoderme, non métamérisé, forme un épiderme d'une seule couche. Il est monostratifié et surmonté par un cuticule. L'épiderme émet 2 extensions latérales en forme de feuille qui donneront les parapodes. L'ectoderme forme aussi le système nerveux et la chaîne nerveuse ventrale. L'endoderme  forme le tube digestif avant la métamérisation.
le mésoderme possède une métamérie. La somatopleure donne les muscles. On distingue trois ensembles musculaires :
- muscles à fibre circulaire, extérieurs. En se contractant ils provoquent la diminution du diamètre tranversal du corps.
- muscles longitudinaux plus internes qui en se contractant raccourcissent la longueur du corps
- muscles obliques qui joignent la paroi dorsale à la ligne médio ventrale. Leur contraction aplatisse le corps.

Ces muscles transmettent leur déformation au métamère par les cavités coelomiques qui constituent un hydrosquelette.
La splanchnopleure côté interne donne 2 mésentères : l'appareil circulaire c’est-à-dire le vaisseau dorsal et le vaisseau ventral.
Le mésoderme donne aussi l'appareil génital qui formera les gonades à disposition métamérique. Chaque vésicule cœlomique émet un canal vers l'extérieur. Ces canaux formeront l'appareil excréteur composé par les néphridie (une paire de néphridie par métamère) qui débouche par un pore : le néphridiopore.

#### Les parapodes
Chaque parapode est formé de 2 « rames » :
- une « dorsale  » ou « haemale  » → notopode
- une « ventrale  » ou « neurale  » → neuropode

Chaque rame est soutenue par des « acicules » (aiguillons). Elles sont formées de lames foliacées. Quand les deux rames sont formées à partir d'une base commune (c'est presque toujours le cas chez les errantes), le parapode est dit « monostique ». Sinon, quand les deux rames sont distinctes et plus ou moins écartées, comme chez les Sédentaires, le parapode est dit « distique » .

Une extension porte des soies articulées (formées de 2 pièces), de nature chitineuses, simples ou composées et souvent d'une forme typique pour chaque genre ou espèce et donc utilisées pour la détermination (sous microscope après coloration éventuelle); Certaines, dans la rame ventrale des Sédentaires surtout, ont évolué en « crochets ventraux », « plaques ondales », « crochets aviculaires », elles sont dites « uncini ».

Chaque rame porte un cire (cire dorsal, cire ventral) qui ont un rôle sensoriel. Le cire ventral est en contact avec le fond alors que le cire dorsal réalise la respiration (qui est cutanée et se fait par le cire dorsal).

Les parapodes peuvent aussi (Ex : chez les Euniciens) porter des branchies (simples ou ramifiées) situées sur la face dorsale (ou - rarement - entre les deux rames, comme chez les Nephthys).

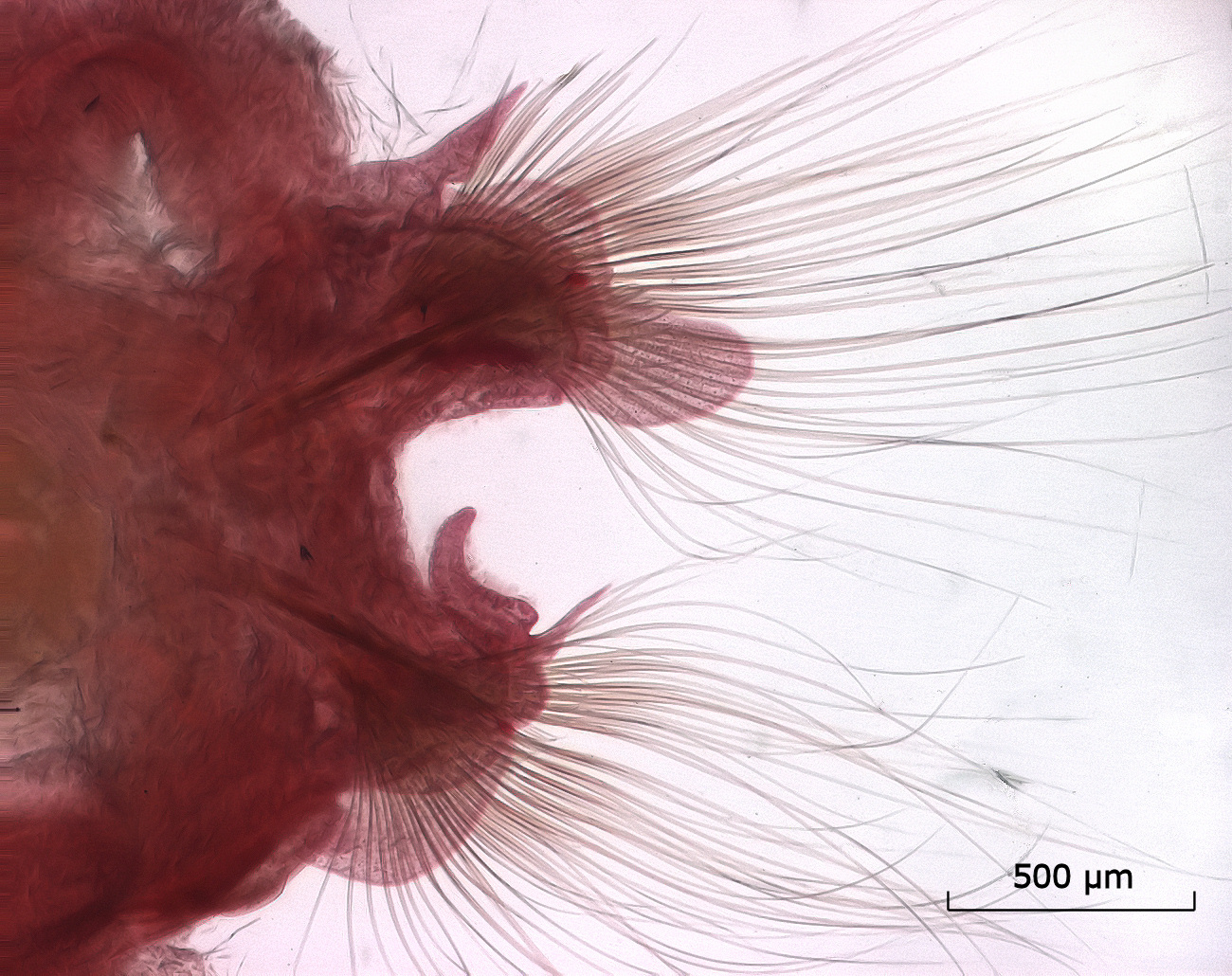
Parapodes (d'un Nephtys longosetosa capturé en mer du Nord, dans les eaux de Belgique), avec soies et spicules bien visibles
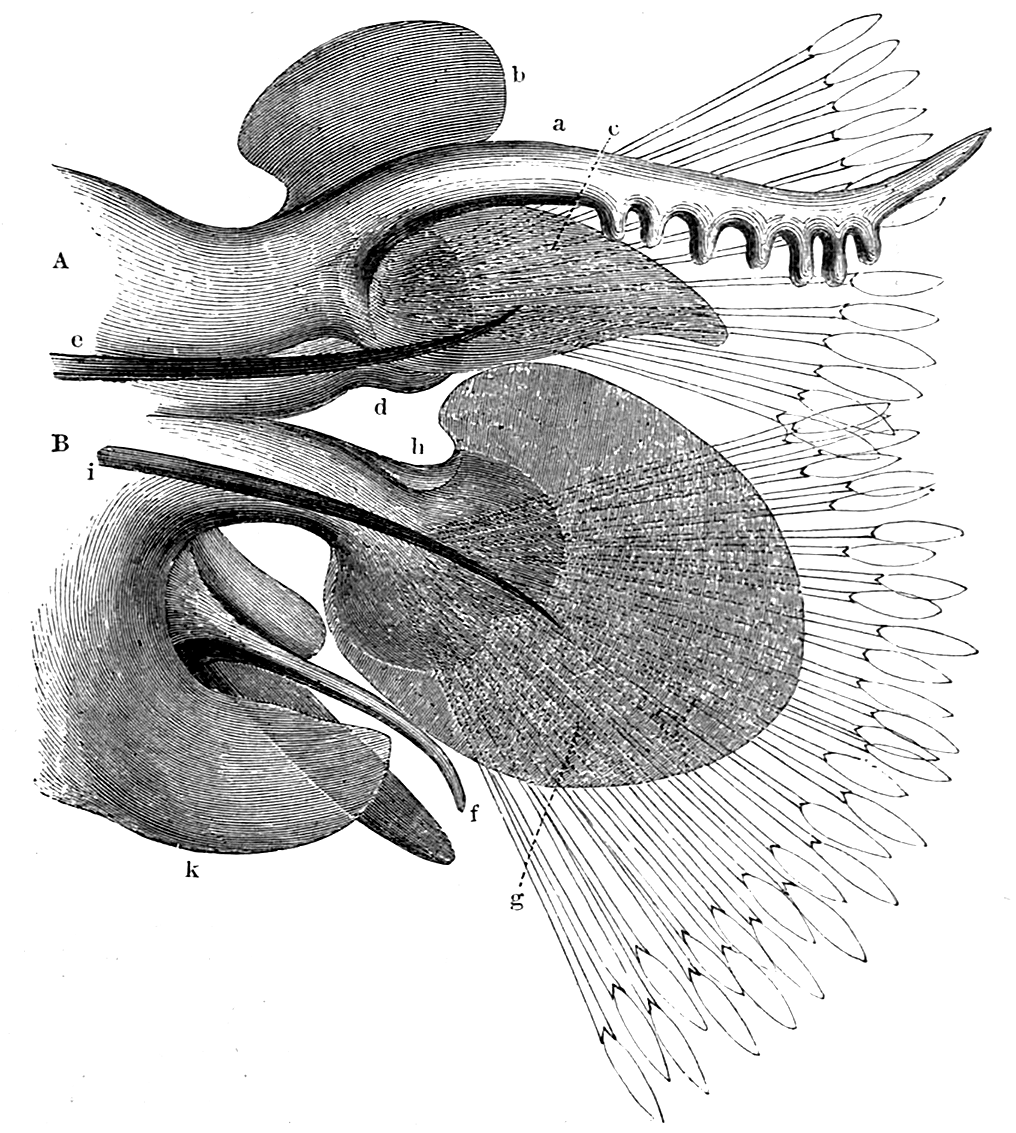
Autre exemple de parapodes avec formes et structures complexes (utiles pour l'identification de l'espèce)
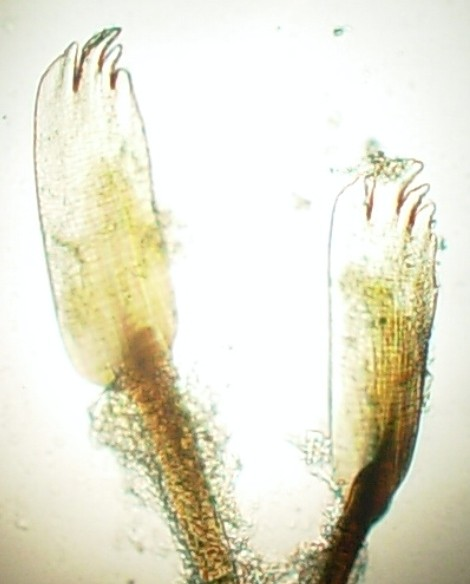
Soies palées du ver tubicole Sabellaria alveolata
Schéma en coupe

### Morphologie et anatomie des polychètes
Les polychètes possèdent un prostomium qui est dorsal en avant de la bouche. Il porte les structures sensorielles : des yeux simples, une paire dentaire, une paire de palpes et une paire de ganglions cérébroïdes. C'est le début de la céphalisation.
Le soma (le corps de l'animal), débute par une structure qui entoure la bouche : le péristomium. Il porte 2 paires de cires tentaculaires qui sont des parapodes modifiés. Le péristomium résulte de la fusion des 2 premiers métamères.
Le corps est terminé par le pygidium, il porte l'anus, le tube digestif est donc complet et une paire de filaments : les cerques (rôle sensoriel).

## Écologie

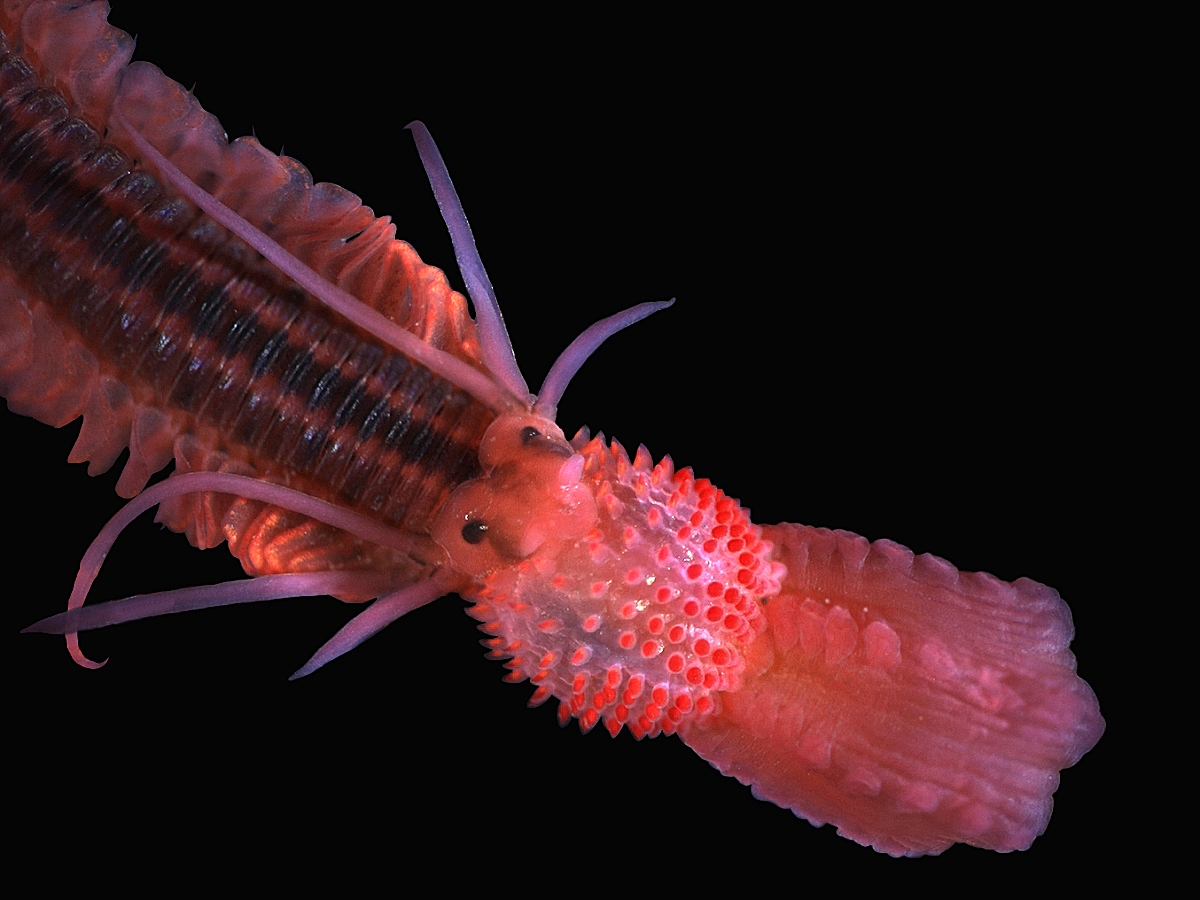
Phyllodoce lineata (tête), trouvée sur le plateau continental belge

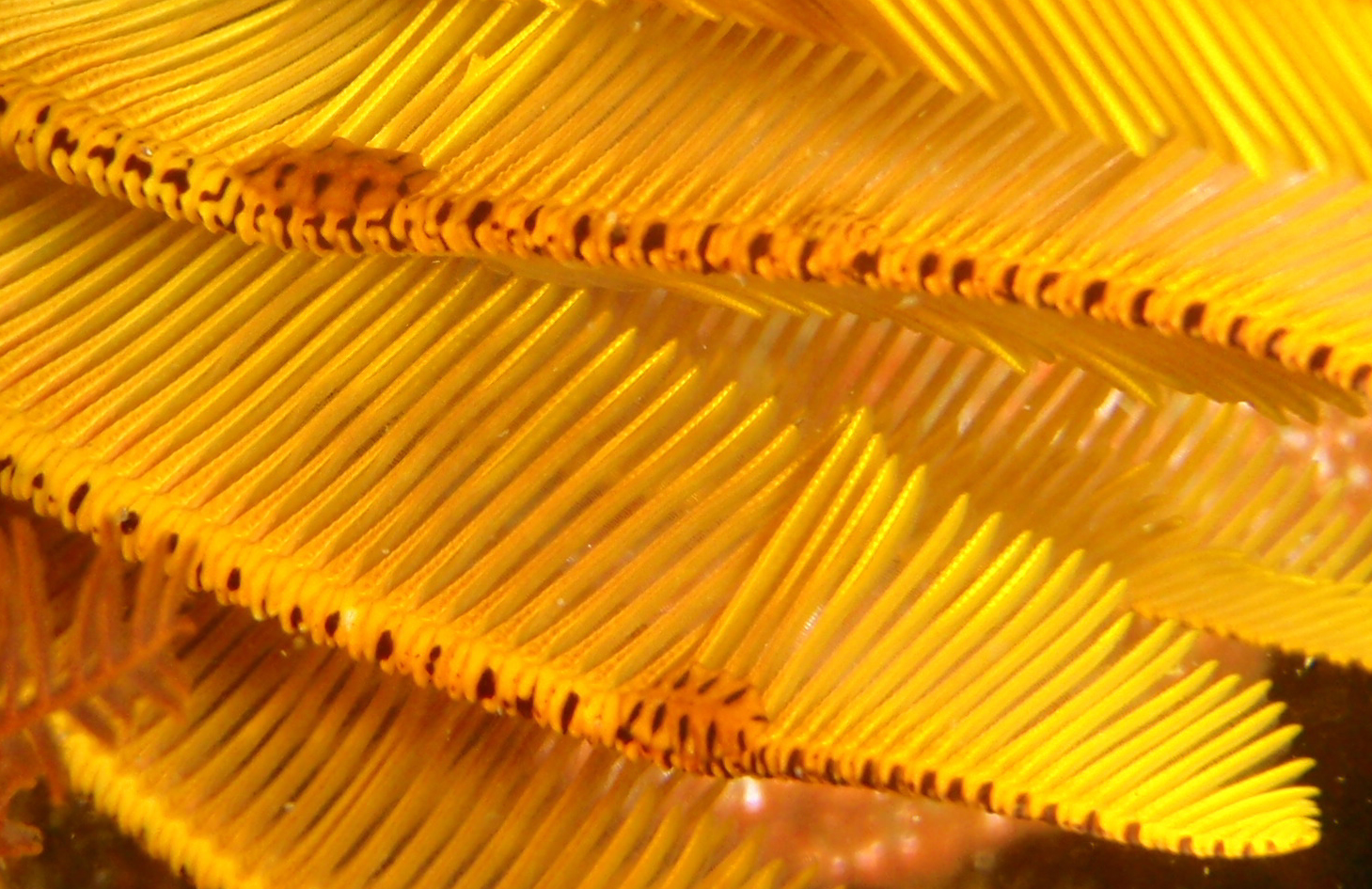
Myzostoma fuscomaculatum parasites (et mimétiques) sur un crinoïde Tropiometra carinata.

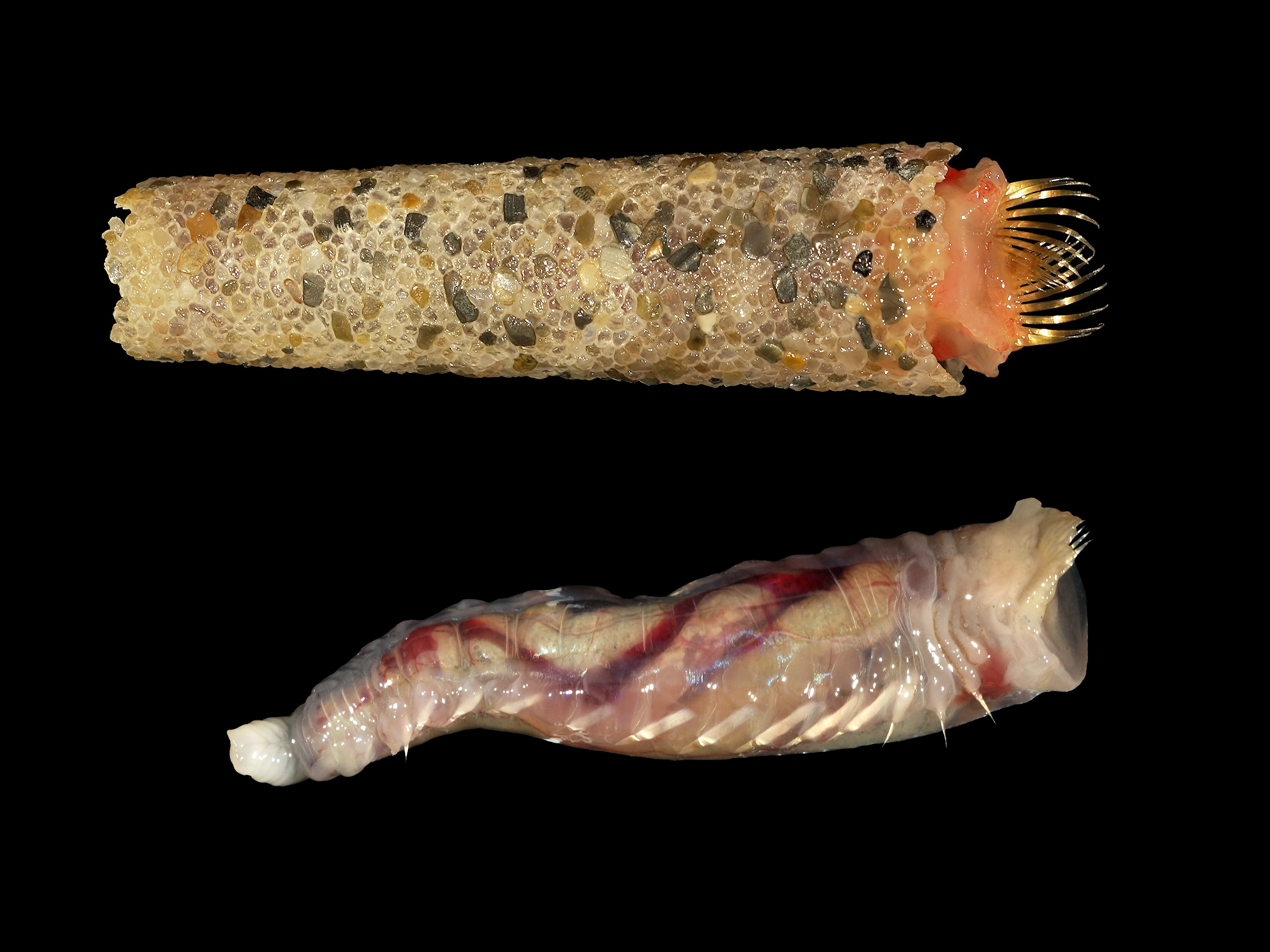
Lagis koreni (avec et sans son tube), une espèce « sédentaire ».

Les vers polychètes sont tous aquatiques, et la grande majorité marins (et éventuellement estuariens) : on connaît seulement 168 espèces d'eau douce sur plus de 13 000. On en trouve dans tous les bassins océaniques du globe, et à toutes les profondeurs (de la surface à plus de 7 000 mètres de profondeur).
La plupart des espèces vivent dans les récifs coralliens, d'autres sont trouvées sous les roches et d'autres dans le sable ou dans les fonds vaseux où elles creusent des tubes, plus ou moins résistants selon les espèces.
Deux modes de vie existent et permettent de classer les polychètes dans deux sous-classes :
- les errantes : formes libres, nageuses, comme Amphinomidae. Ils recherchent leur nourriture de manière active (souvent du plancton). Au moment de la reproduction, leur corps éclate (phénomène d'« épitoquie »), laissant s'échapper les gamètes dans le milieu : la fécondation est externe. Certains vivent en symbiose avec des organismes plus grands, comme des étoiles de mer ; d'autres semblent parasites[2] ;

- les sédentaires : formes fixées dans le sable ou un tube, comme Arenicola marina. Elles trouvent leur nourriture par filtration de l'eau grâce à des appareils spécialisés, sortes de filets. Au moment de la reproduction, les gamètes sont évacués par les néphridies, et l'animal survit.

Tubes et galeries : Il en existe une grande variété de taille, couleur et matériaux. Selon les espèces, ils sont de forme droite, sinueuse ou enroulée en spirale (dextre ou sénestre) comme chez les spirorbes.

Tous les sédentaires (dits tubicoles) en construisent, mais des errantes typiques comme plusieurs Eunices ou les Nereis en construisent aussi, plus rudimentaires (manchon de mucus durci, galerie faite d'une enveloppe membraneuse couverte de fragments de coquilles (ex : Branchiomma) ou de petits graviers collés par du mucus, ou (chez certaines sédentaires, arénicoles, térébelles, ariciens) galerie rudimentaire lubrifiée par du mucus, forée dans la vase ou le sable, éventuellement très provisoire.

La sabelle fabrique un tube grisé et caoutchouteux, constitué de couches superposées de mucus durci mélangé de fines particules de vase.

la Lanice conchilega produit un tube terminé en éventail aplati et formées de grains de sable collés bout à bout.

Les pectinaires, mobiles, construisent un tube non fixé de grains de sable jointoyés (en une couche unique) par un ciment blanc, dont l'intérieur est doublé d'une fine membrane, qu'elle transportent avec elles.

Le tube de Hyalinoecia tuhicola est également non-fixé, mais il est chitineux et évoque « un cosseau de plume transparent muni d'un système de valves en mitre protégeant l'habitant contre les intrus ».

Les serpuliens (hormis les Ditrupa) construisent un épais tube calcaire blanc ou rosé fixé au substrat garni d'ornementations en carènes, stries, dents, collerettes.

Certains tubes sont d'un blanc laiteux, d'autres sont aussi transparents que du verre (Placostegus).

## Coloration, phosphorescence
Beaucoup d'annélides sont ornées de couleurs vives qu'elles perdent en mourant ou quand on les conserve dans l'alcool ou le formol.

Les couleurs de certains structures peuvent persister, quand elles sont dues à de fine striation ou qu'il s'agit d'irisations telles que celles des soies des Aphrodites ou de la cuticule des euniciens. 
Certains polychètes (vivants) tels les arénicoles brillent légèrement dans le noir (phosphorescence verte ou bleue, par exemple chez Odontosyllis enopla), ainsi que de petits Syllidiens et larves de Térébelliens (phosphorescence rouge ou violette).

## Taxonomie et systématique

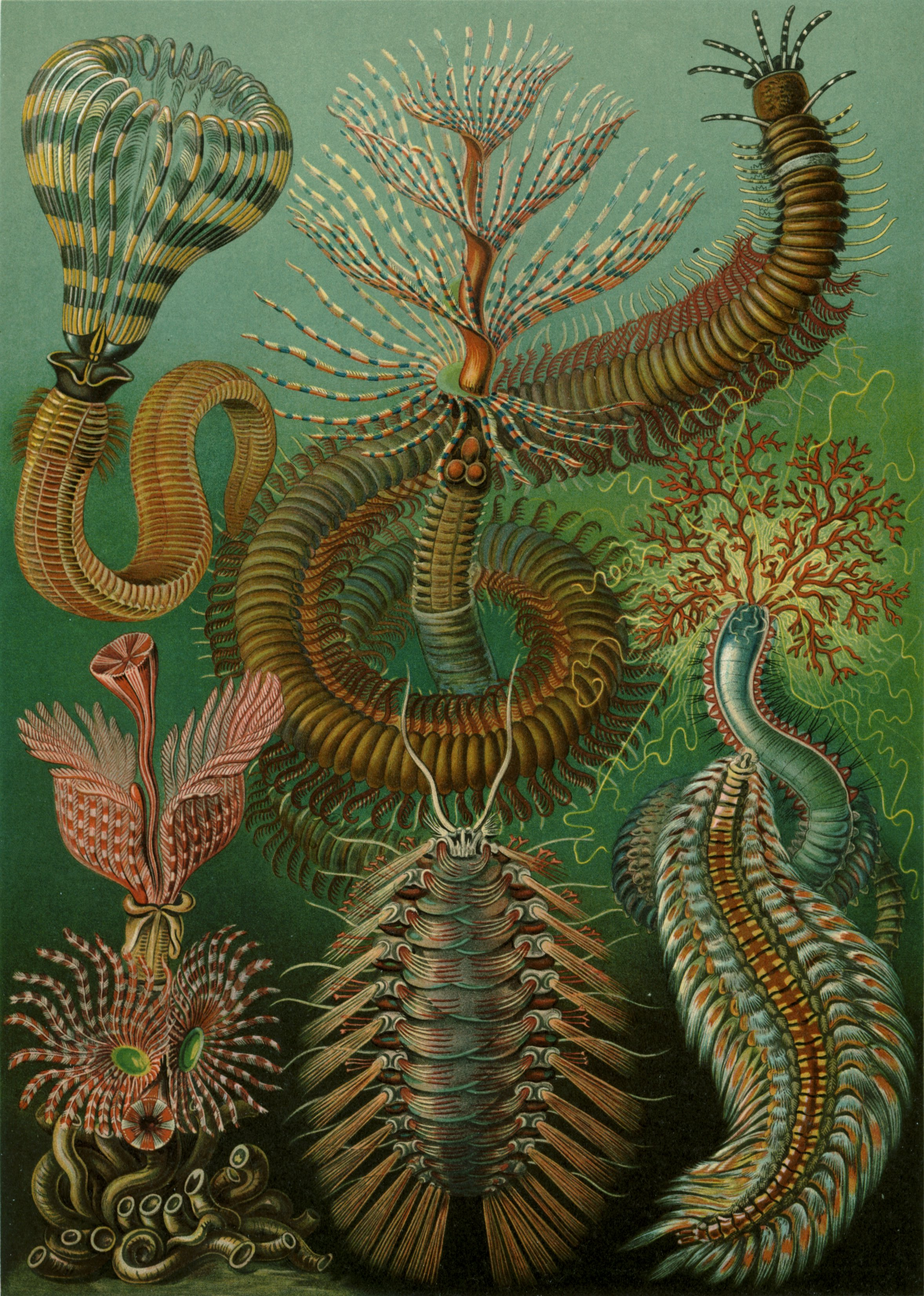
Illustration ancienne (Haeckel)

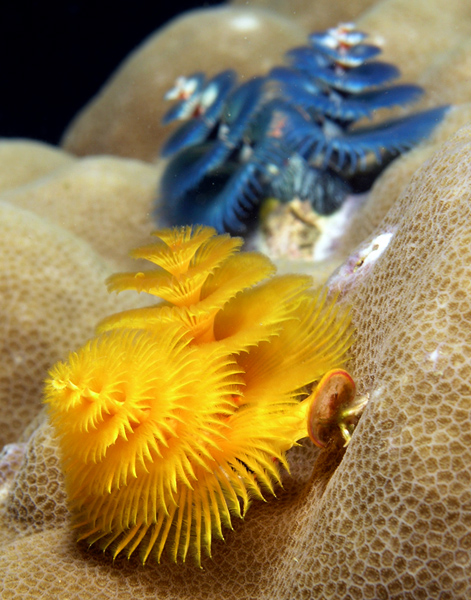
Vers Arbre de Noël (Spirobranchus giganteus), ici au Timor oriental.

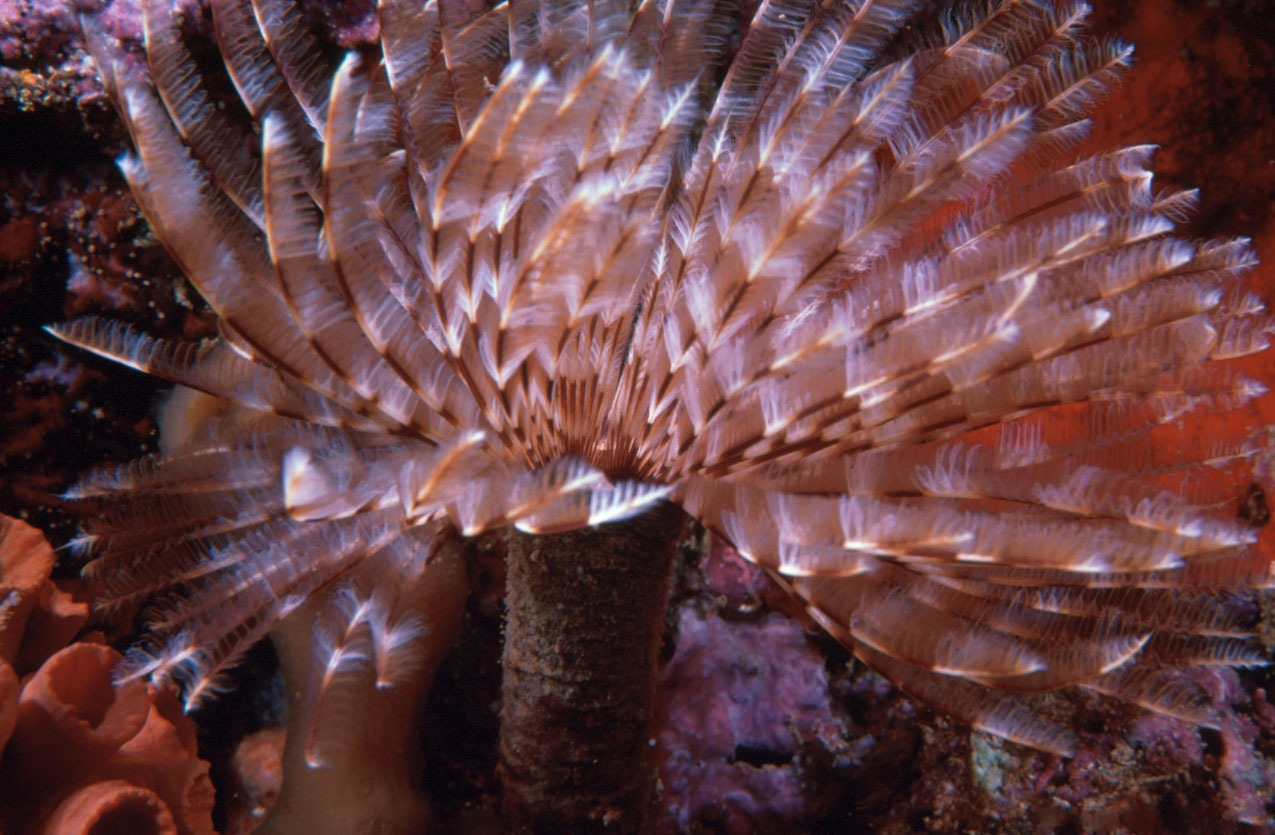
Sabellastarte indica

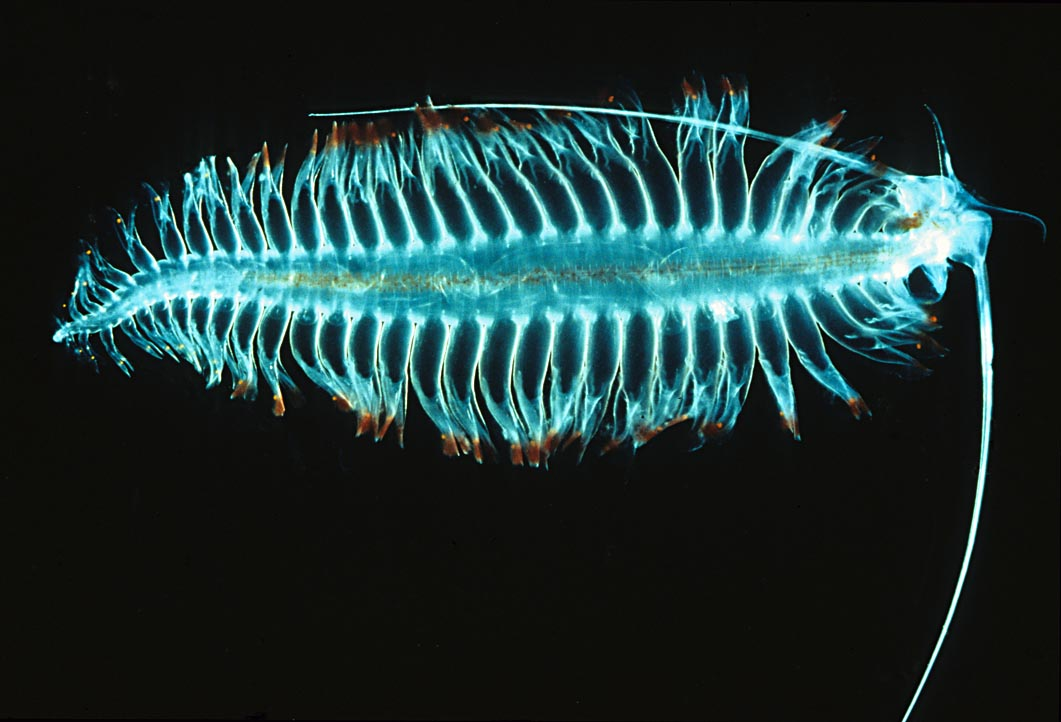
Tomopteris (espèce planctonique)

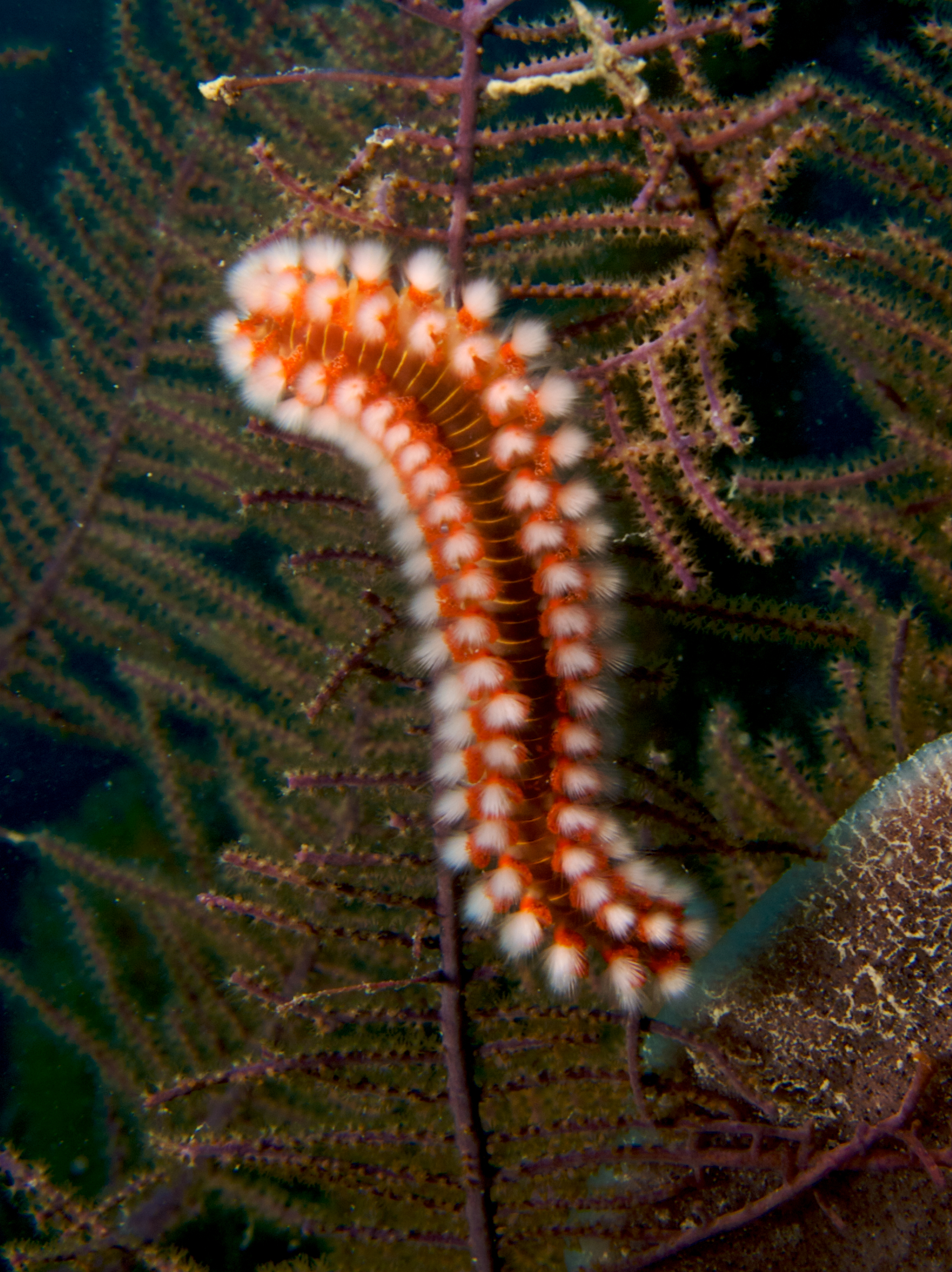
Hermodice carunculata, un « ver de feu » (famille des Amphinomidae)

La taxonomique des polychètes est supposée être paraphylétique, c'est-à-dire qu'il regroupe une espèce ancestrale et une partie seulement de ses descendants, mais ne contient pas tous les descendants de cet ancêtre.

Les groupes issu des polychètes comprennent des vers (dont les vers de terre), sangsues (Hirudinea), les siponcles (Sipuncula), et les échiuriens (Echiura). 
Les Pogonophora et Vestimentifera étaient autrefois considérés comme phylums distincts mais sont maintenant classés parmi les polychètes dans la famille des Siboglinidae.
Le phylum des polychètes semble remonter au moins jusqu'au Cambrien, et des spécimens ont été retrouvés dans les schistes de Burgess,,. 
Une grande partie de la classification ci-dessous correspond à celle de Rouse & Fauchald (1998), bien que ce document ne s'applique pas aux rangs au-dessus de la famille. Cette classification est probablement incomplète, car de nombreuses espèces ne sont probablement pas encore décrites par la science et l'analyse cladistique pourrait conduire à y intégrer de nouvelles espèces ou à en enlever. 
On compte à l'heure actuelle plus de 80 familles de polychètes. 
La plupart des noms de genres sont tirés de Néréides de la mythologie grecque. 
| Selon World Register of Marine Species (25 novembre 2017) : - - sous-classe Echiura - ordre Echiuroidea - sous-ordre Bonelliida - famille Bonelliidae Lacaze-Duthiers, 1858 - famille Ikedidae Bock, 1942 - sous-ordre Echiurida - famille Echiuridae - famille Thalassematidae Forbes & Goodsir, 1841 - famille Urechidae Fisher & Macginitie, 1928 - sous-classe Errantia - ordre Amphinomida - famille Amphinomidae Lamarck, 1818 - famille Euphrosinidae Williams, 1852 - ordre Eunicida - famille Dorvilleidae Chamberlin, 1919 - famille Eunicidae Berthold, 1827 - famille Hartmaniellidae Imajima, 1977 - famille Lumbrineridae Schmarda, 1861 - famille Oenonidae Kinberg, 1865 - famille Onuphidae Kinberg, 1865 - ordre Phyllodocida - sous-ordre Aphroditiformia - famille Acoetidae Kinberg, 1856 - famille Aphroditidae Malmgren, 1867 - famille Eulepethidae Chamberlin, 1919 - famille Iphionidae Kinberg, 1856 - famille Pholoidae Kinberg, 1858 - famille Polynoidae Kinberg, 1856 - famille Sigalionidae Malmgren, 1867 - sous-ordre Glyceriformia - famille Glyceridae Grube, 1850 - famille Goniadidae Kinberg, 1866 - famille Lacydoniidae Bergström, 1914 - famille Paralacydoniidae Pettibone, 1963 - sous-ordre Nereidiformia - famille Antonbruunidae Fauchald, 1977 - famille Chrysopetalidae Ehlers, 1864 - famille Hesionidae Grube, 1850 - famille Nereididae Blainville, 1818 - famille Pilargidae de Saint-Joseph, 1899 - famille Syllidae Grube, 1850 - sous-ordre Phyllodociformia - famille Alciopidae Ehlers, 1864 - famille Lopadorrhynchidae Claparède, 1870 - famille Phyllodocidae Örsted, 1843 - famille Pontodoridae Bergström, 1914 - sous-classe Sedentaria - infra-classe Canalipalpata - famille Sabellariidae Johnston, 1865 - ordre Sabellida - famille Fabriciidae Rioja, 1923 - famille Oweniidae Rioja, 1917 - famille Sabellidae Latreille, 1825 - famille Serpulidae Rafinesque, 1815 - famille Siboglinidae Caullery, 1914 - ordre Spionida - sous-ordre Spioniformia - famille Apistobranchidae Mesnil & Caullery, 1898 - famille Longosomatidae Hartman, 1944 - famille Magelonidae Cunningham & Ramage, 1888 - famille Poecilochaetidae Hannerz, 1956 - famille Spionidae Grube, 1850 - famille Trochochaetidae Pettibone, 1963 - famille Uncispionidae Green, 1982 - ordre Terebellida - sous-ordre Cirratuliformia - famille Acrocirridae Banse, 1969 - famille Cirratulidae Carus, 1863 - famille Fauveliopsidae Hartman, 1971 - famille Flabelligeridae de Saint-Joseph, 1894 - famille Sternaspidae Carus, 1863 - sous-ordre Terebellomorpha - famille Alvinellidae Desbruyères & Laubier, 1986 - famille Ampharetidae Malmgren, 1866 - famille Pectinariidae Quatrefages, 1866 - famille Terebellidae Johnston, 1846 - famille Trichobranchidae Malmgren, 1866 - famille Chaetopteridae Audouin & Milne Edwards, 1833 - infra-classe Scolecida - famille Arenicolidae Johnston, 1835 - famille Capitellidae Grube, 1862 - famille Cossuridae Day, 1963 - famille Maldanidae Malmgren, 1867 - famille Opheliidae Malmgren, 1867 - famille Orbiniidae Hartman, 1942 - famille Paraonidae Cerruti, 1909 - famille Scalibregmatidae Malmgren, 1867 - famille Travisiidae Hartmann-Schröder, 1971 - sous-classe Palpata (nomen dubium) - Polychaeta incertae sedis | Taxinomie classique : - Sous-classe Palpata - Ordre Aciculata - Base ou incertae sedis - Famille Aberrantidae - Famille Dinophilidae - Famille Diurodrilidae - Famille Nerillidae - Famille Spintheridae - Sous-ordre Eunicida - Famille Amphinomidae - Famille Dorvilleidae - Famille Eunicidae - Famille Euphrosinidae - Famille Hartmaniellidae - Famille Histriobdellidae - Famille Lumbrineridae - Famille Oenonidae - Famille Onuphidae - Sous-ordre Phyllodocida - Famille Acoetidae - Famille Alciopidae - Famille Aphroditidae - Famille Chrysopetalidae - Famille Eulepethidae - Famille Glyceridae - Famille Goniadidae - Famille Hesionidae - Famille Ichthyotomidae - Famille Iospilidae - Famille Lacydoniidae - Famille Lopadorhynchidae - Famille Myzostomatidae - Famille Nautillienellidae - Famille Nephtyidae - Famille Nereididae - Famille Paralacydoniidae - Famille Pholoidae - Famille Phyllodocidae - Famille Pilargidae - Famille Pisionidae - Famille Polynoidae - Famille Pontodoridae - Famille Sigalionidae - Famille Sphaeodoridae - Famille Syllidae - Famille Typhloscolecidae - Famille Tomopteridae - Ordre Canalipalpata - Base ou incertae sedis - Famille Polygordiidae - Famille Protodrilidae - Famille Protodriloididae - Famille Saccocirridae - Sous-ordre Sabellida - Famille Oweniidae - Famille Siboglinidae (anciennement phylum Pogonophora & Vestimentifera) - Famille Serpulidae - Famille Sabellidae - Famille Sabellariidae - Famille Spirorbidae - Sous-ordre Spionida - Famille Apistobranchidae - Famille Chaetopteridae - Famille Longosomatidae - Famille Magelonidae - Famille Poecilochaetidae - Famille Spionidae - Famille Trochochaetidae - Famille Uncispionidae - Sous-ordre Terebellida - Famille Acrocirridae (parfois placé dans les Spionida) - Famille Alvinellidae - Famille Ampharetidae - Famille Cirratulidae (parfois placé dans les Spionida) - Famille Ctenodrilidae (parfois dans le sous-ordre Ctenodrilida) - Famille Fauveliopsidae (parfois dans le sous-ordre Fauveliopsida) - Famille Flabelligeridae (sometimes suborder Flabelligerida) - Famille Flotidae (parfois inclus dans les Flabelligeridae) - Famille Pectinariidae - Famille Poeobiidae (parfois dans le sous-ordre Poeobiida or included in Flabelligerida) - Famille Sternaspidae (parfois dans le sous-ordre Sternaspida) - Famille Terebellidae - Famille Trichobranchidae - Sous-classe Scolecida - Famille Aeolosomatidae - Famille Arenicolidae - Famille Capitellidae - Famille Cossunidae - Famille Maldanidae - Famille Opheliidae - Famille Orbiniidae - Famille Paraonidae - Famille Parergodrilidae - Famille Potamodrilidae - Famille Psammodrilidae - Famille Questidae - Famille Scalibregmatidae |

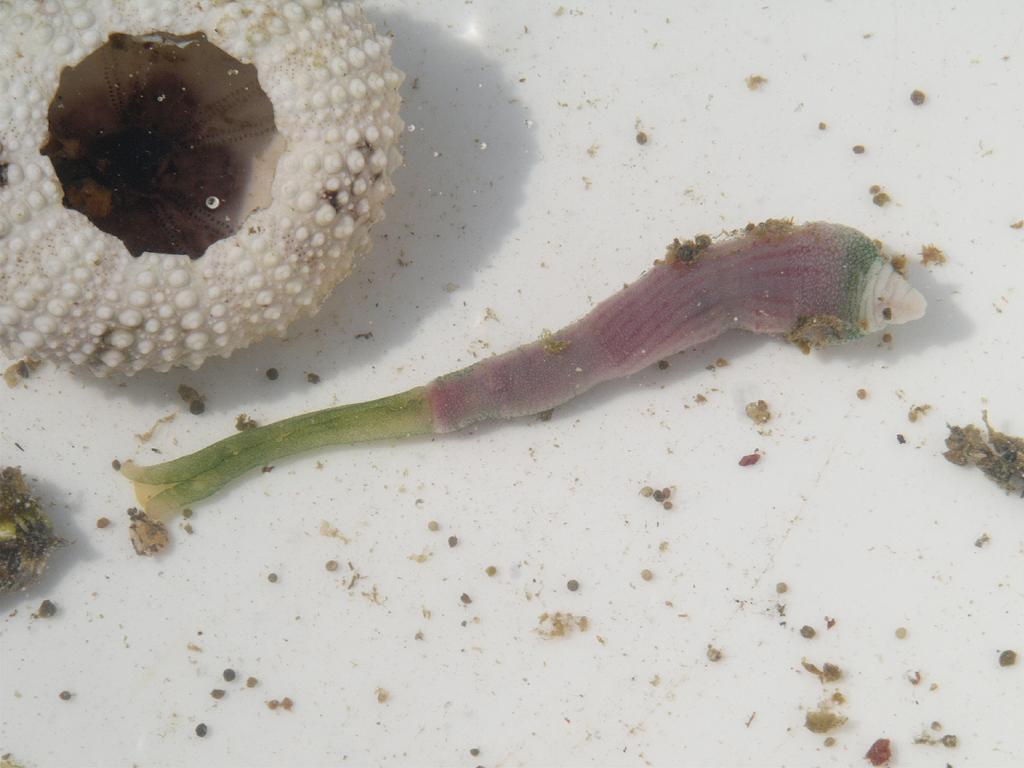
Ochetostoma erythrogrammon (Echiuroidea)
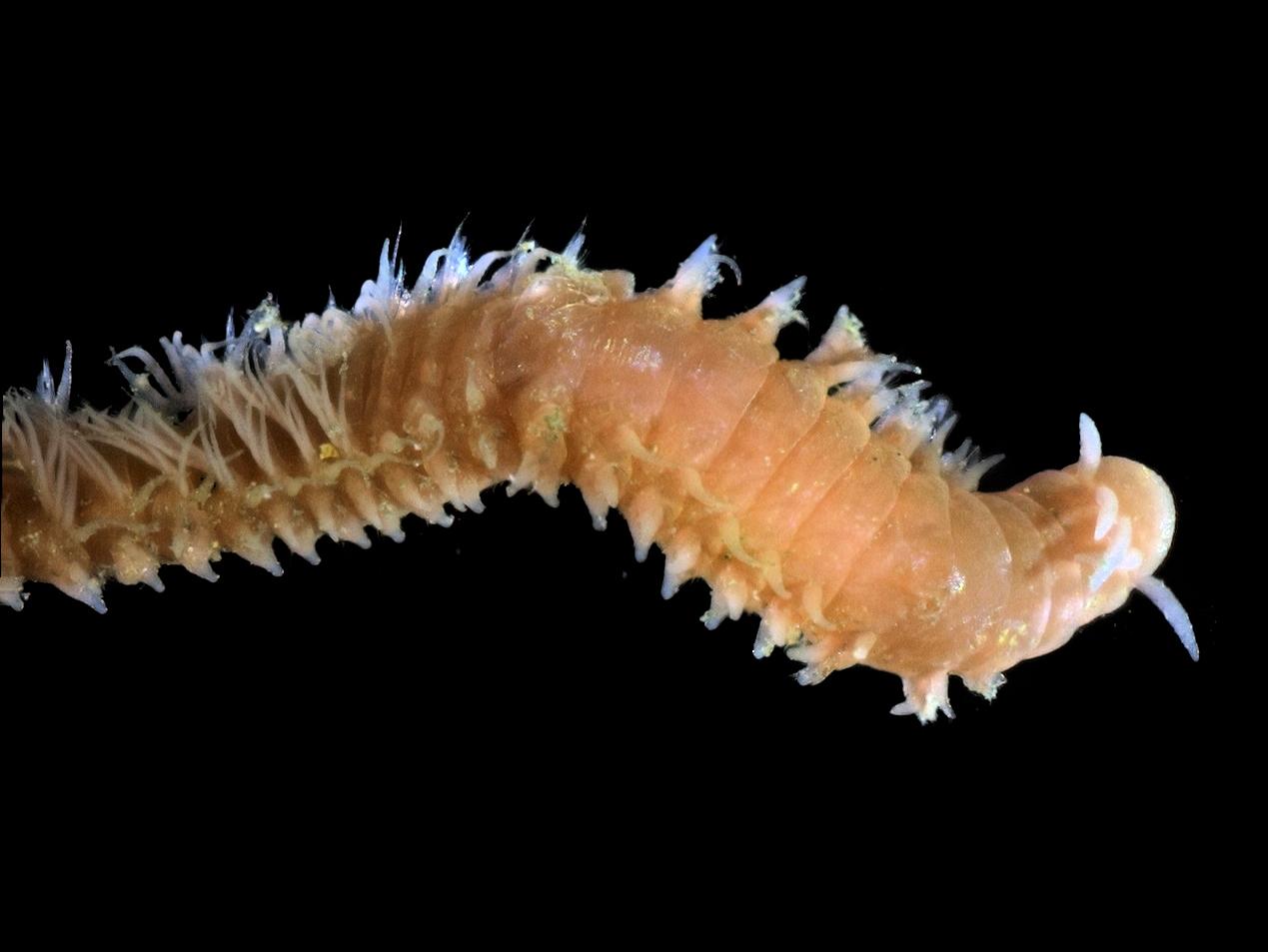
Marphysa sanguinea (Eunicida)
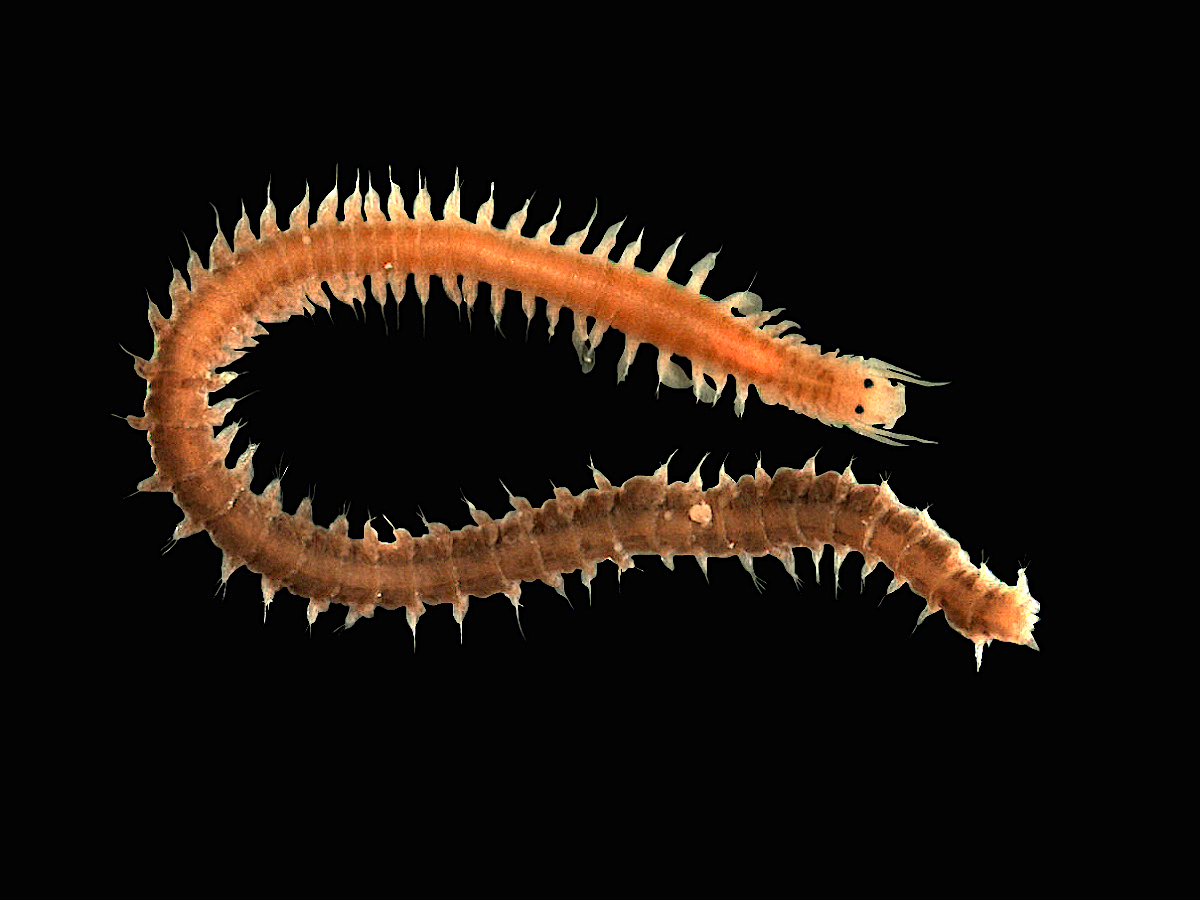
Phyllodoce rosea (Phyllodocida)
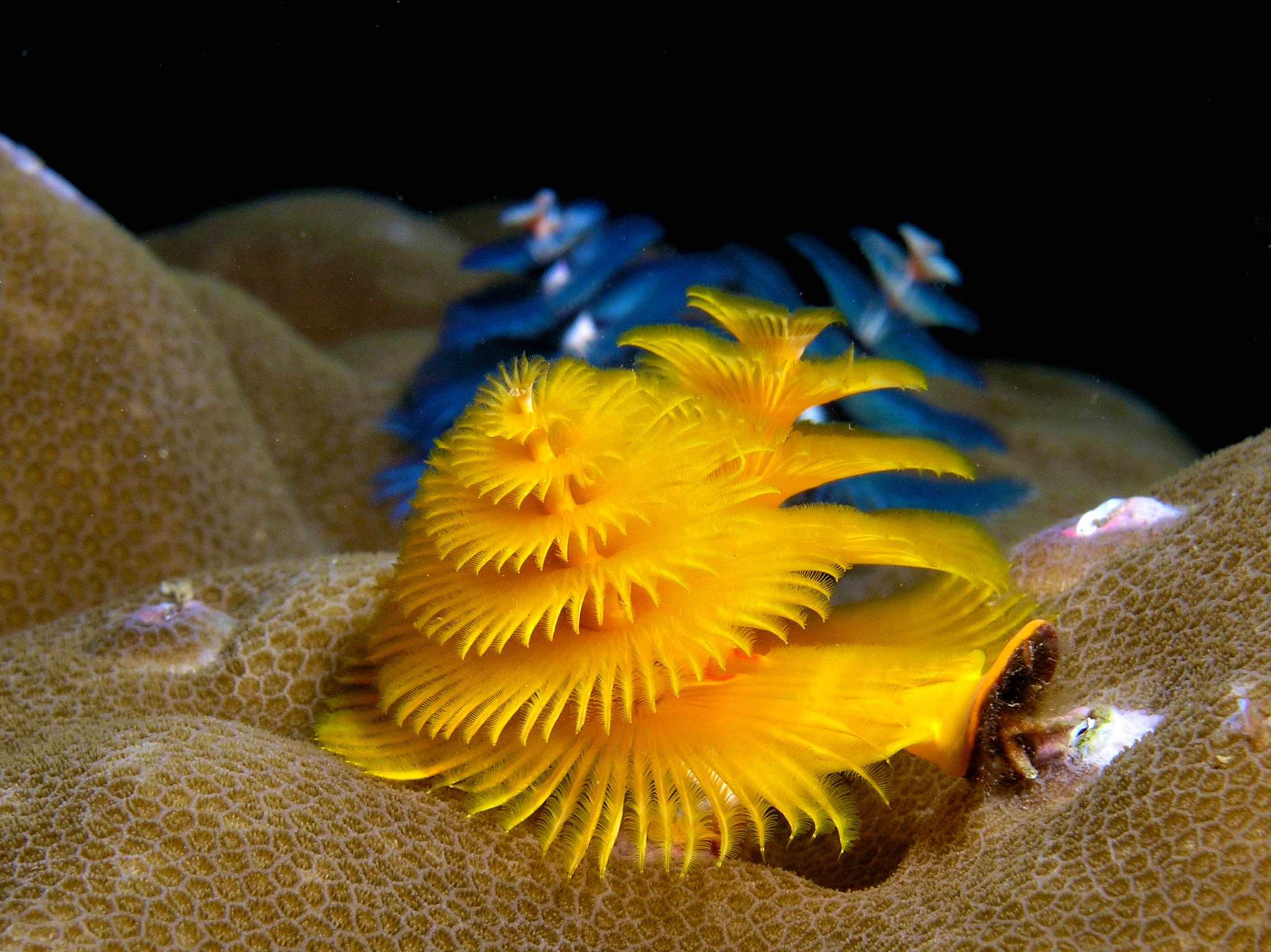
Spirobranchus giganteus (Sabellida)
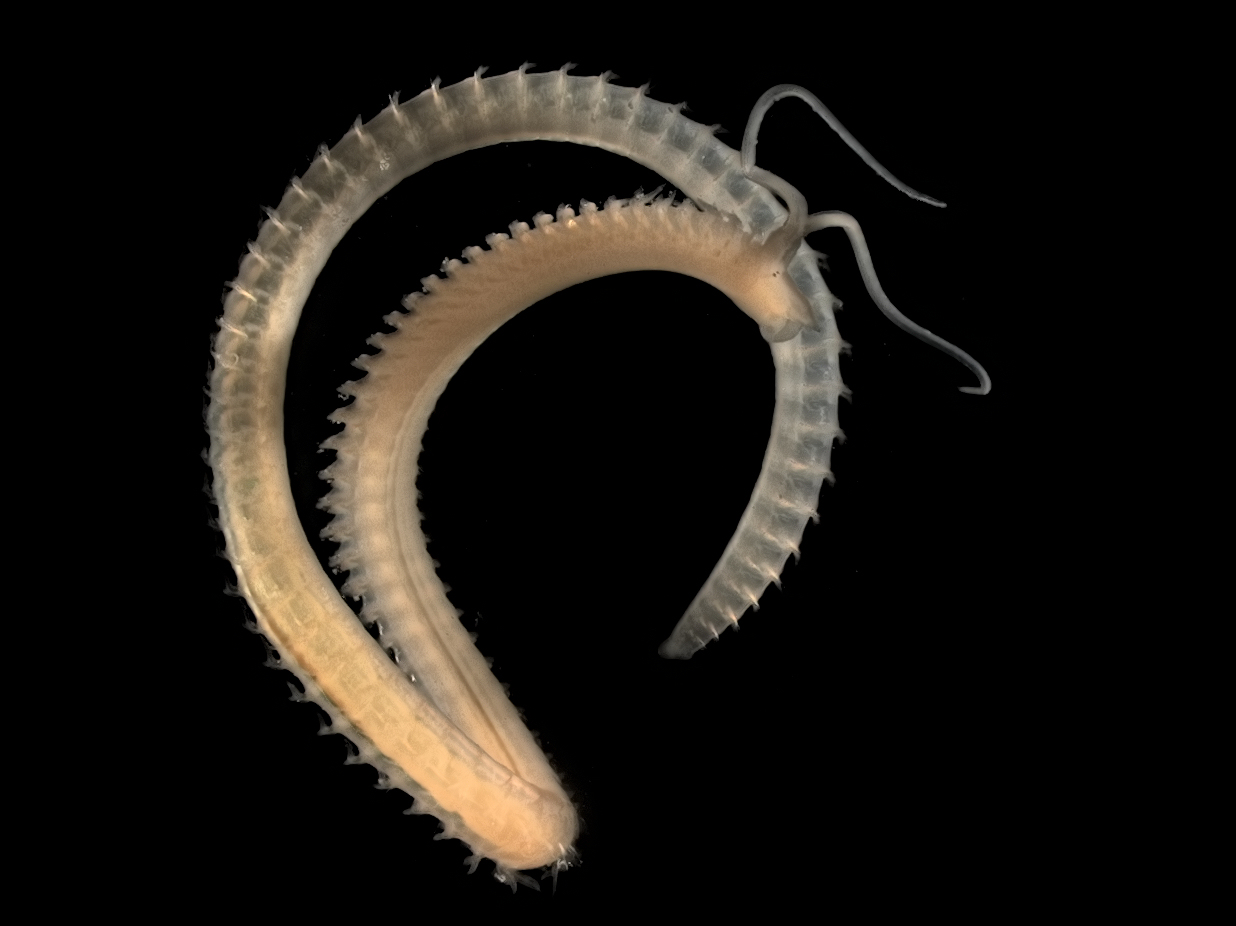
Scolelepis squamata (Spionida)
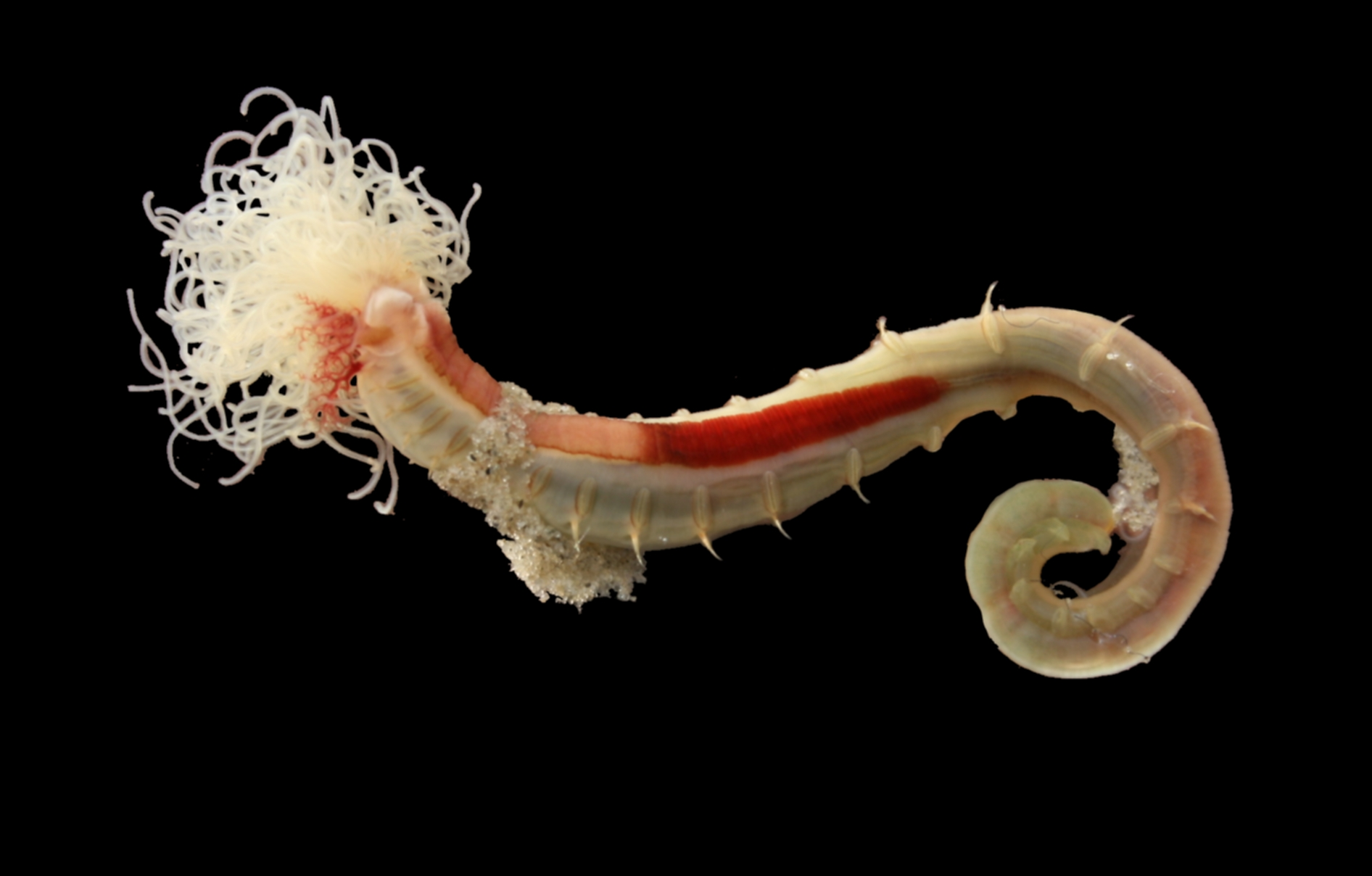
Lanice conchilega (Terebellida)
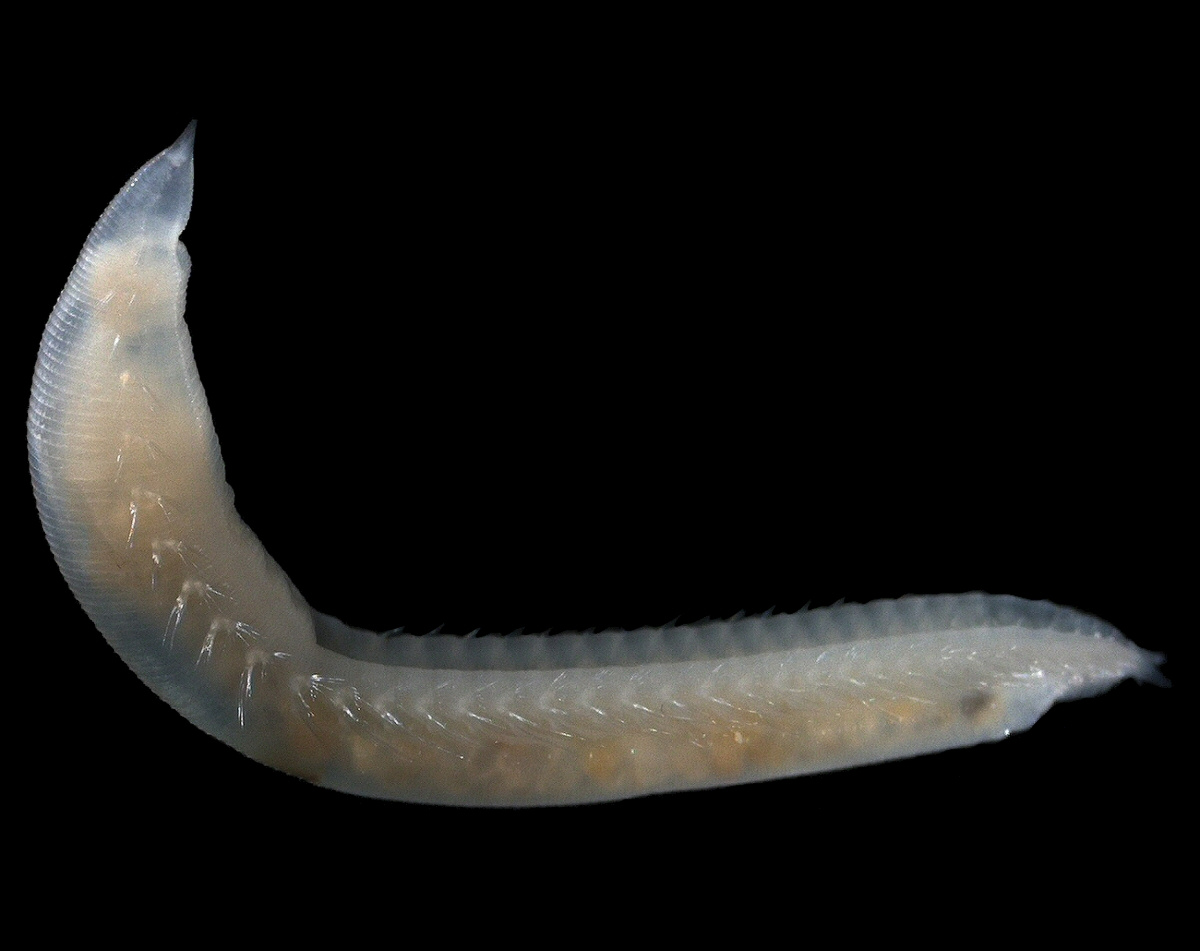
Ophelia limacina (Scolecida)

## Dans la culture
Dans certaines îles du Pacifique ouest, des vers polychètes sont consommés en période de reproduction sous le nom de « Palolo ». 
Les polychètes bénéficient chaque année d'un « International Polychaete Day », le 1er juillet. 

## Galerie de photographies

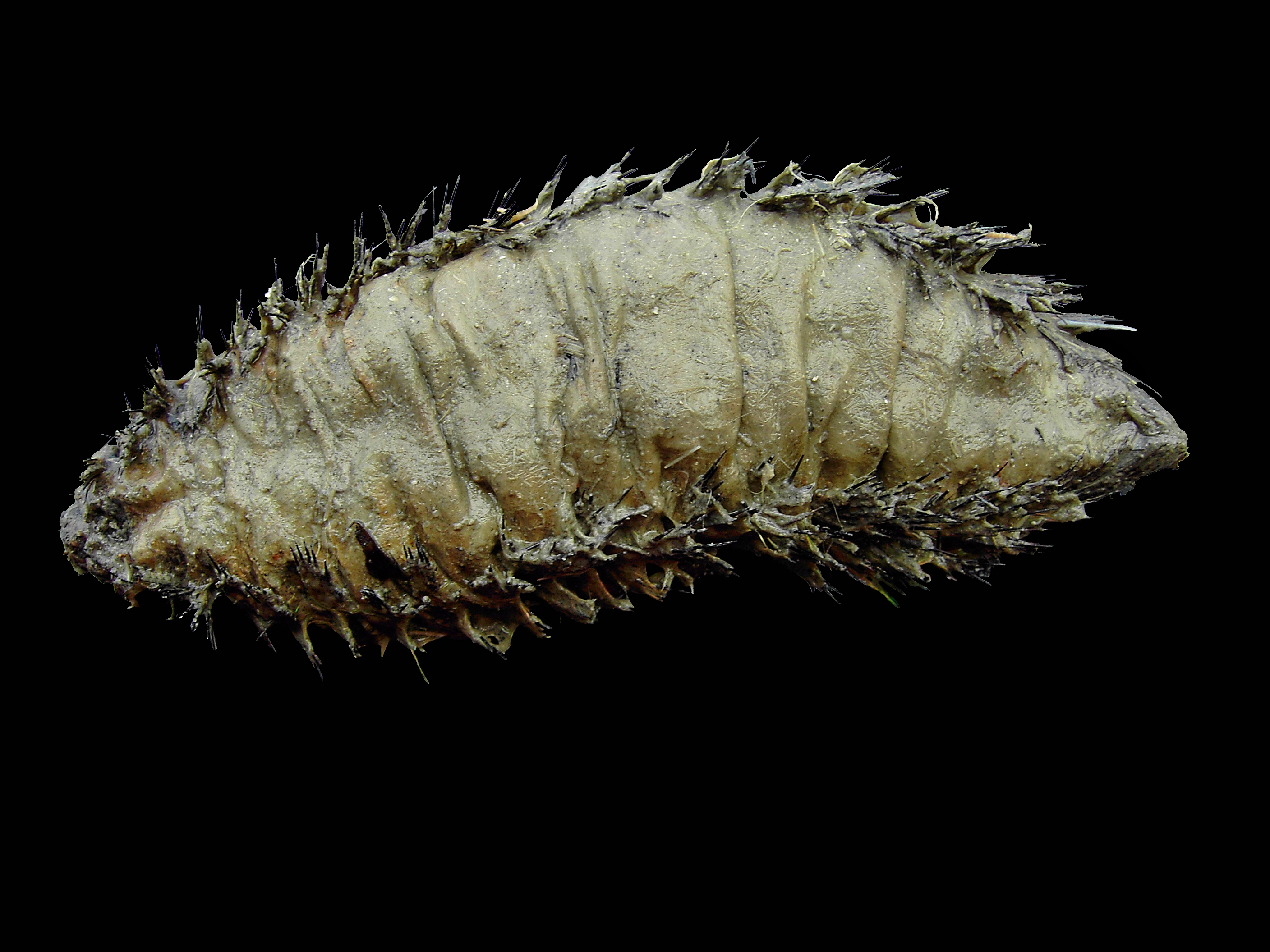
Aphrodita aculeata
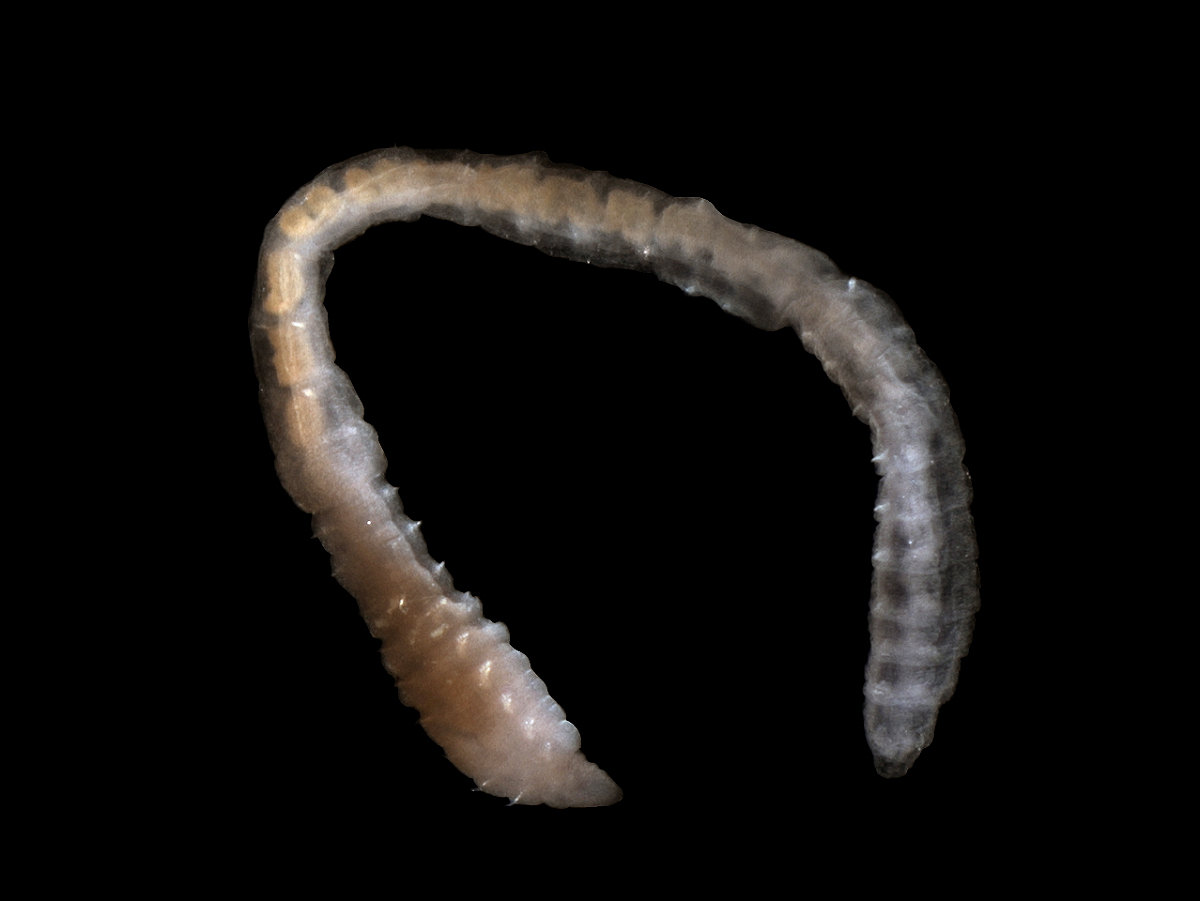
Capitella capitata
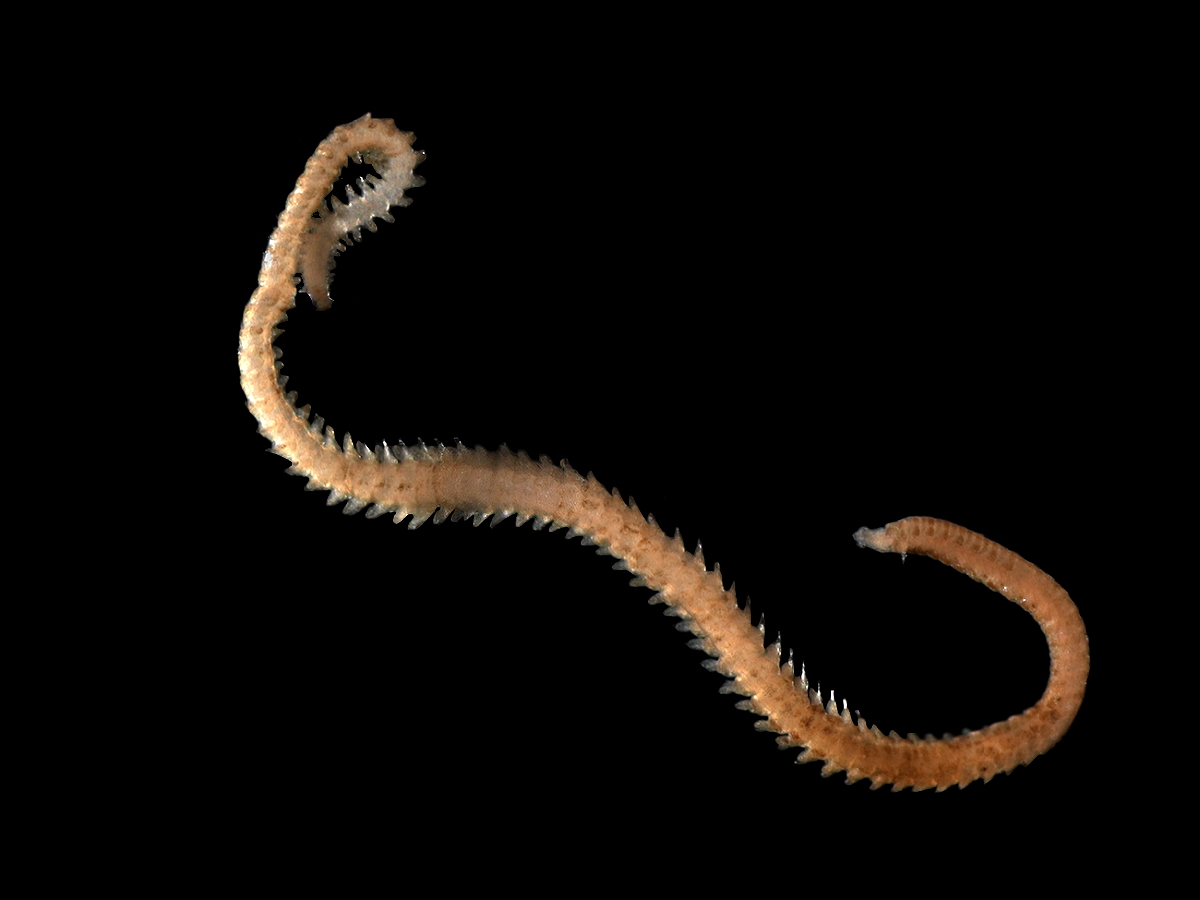
Eteone longa
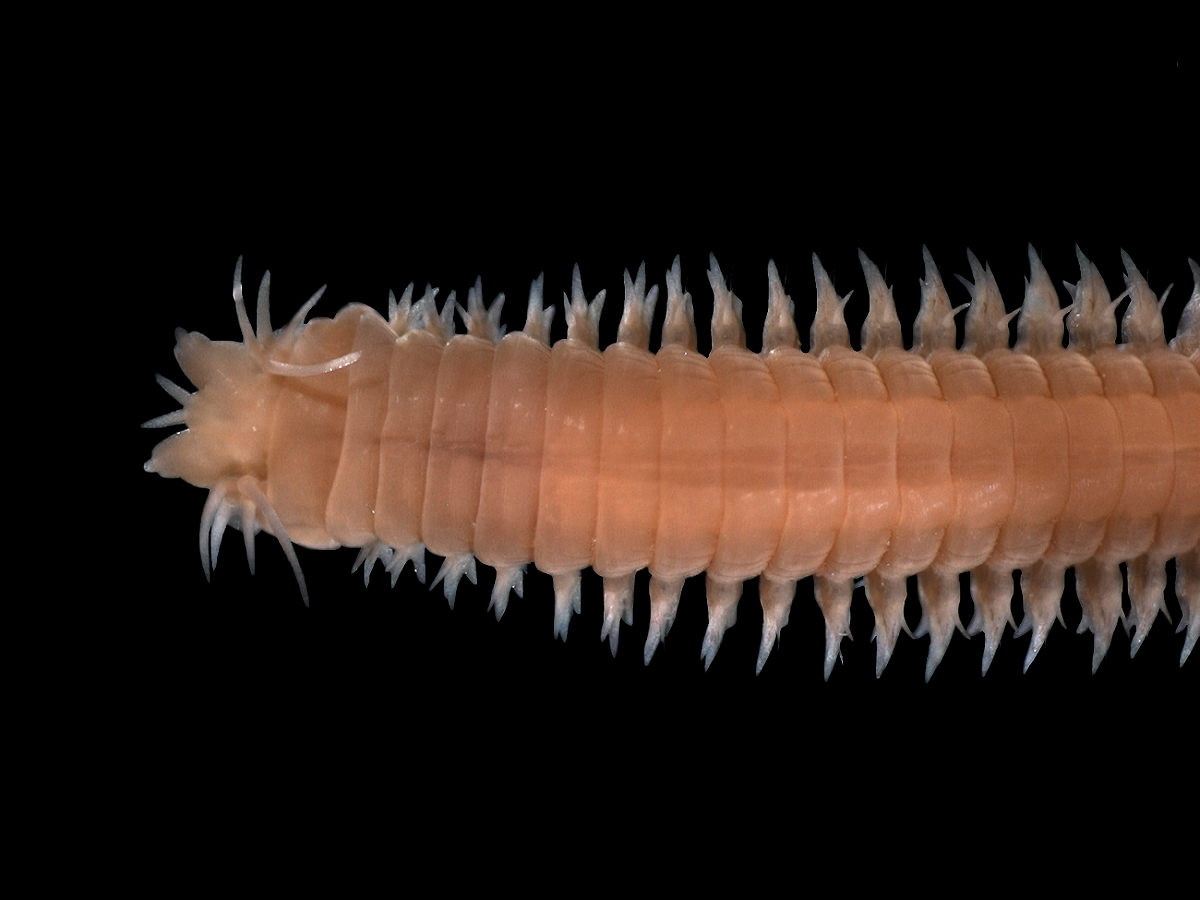
Eunereis longissima
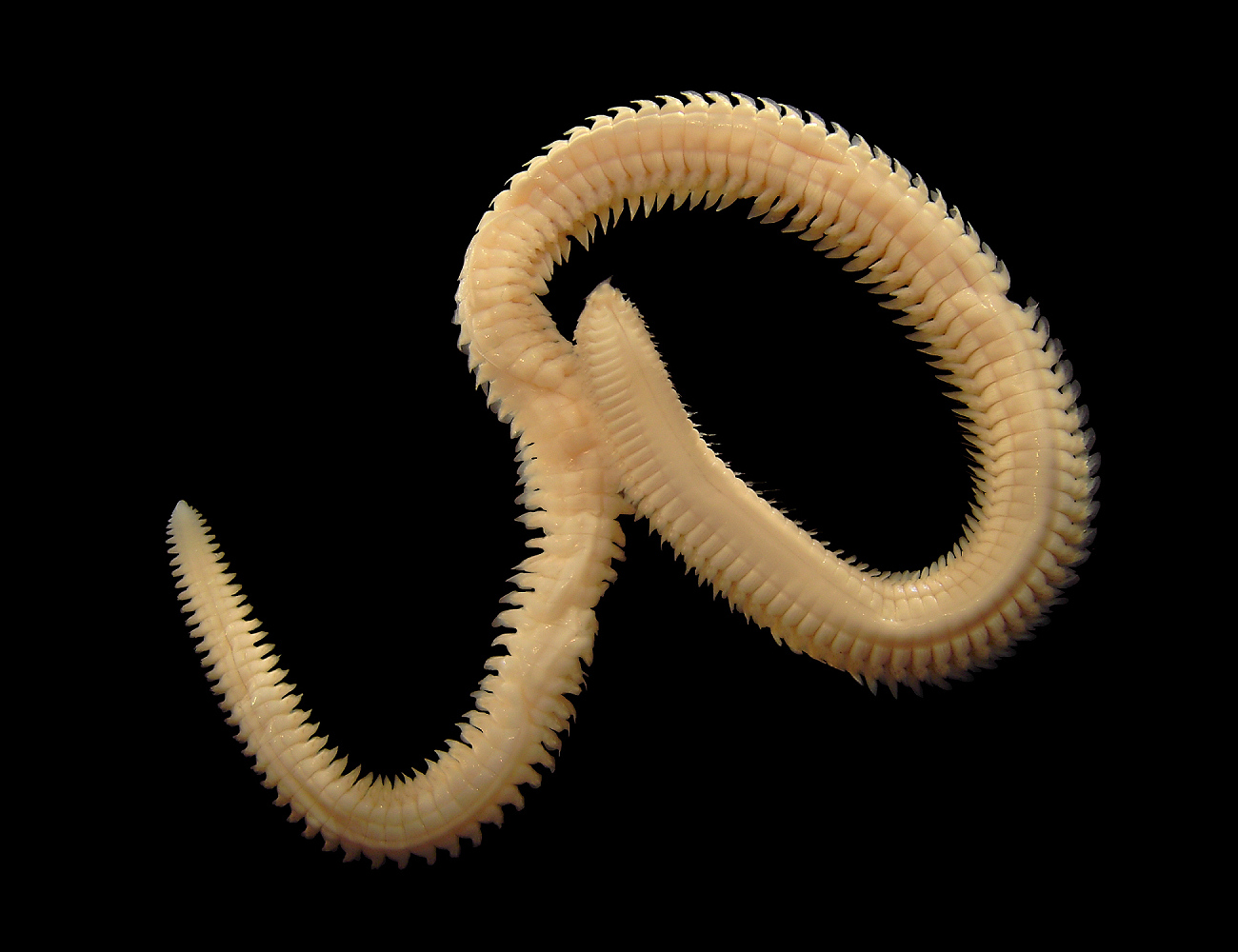
Nephtys hombergii
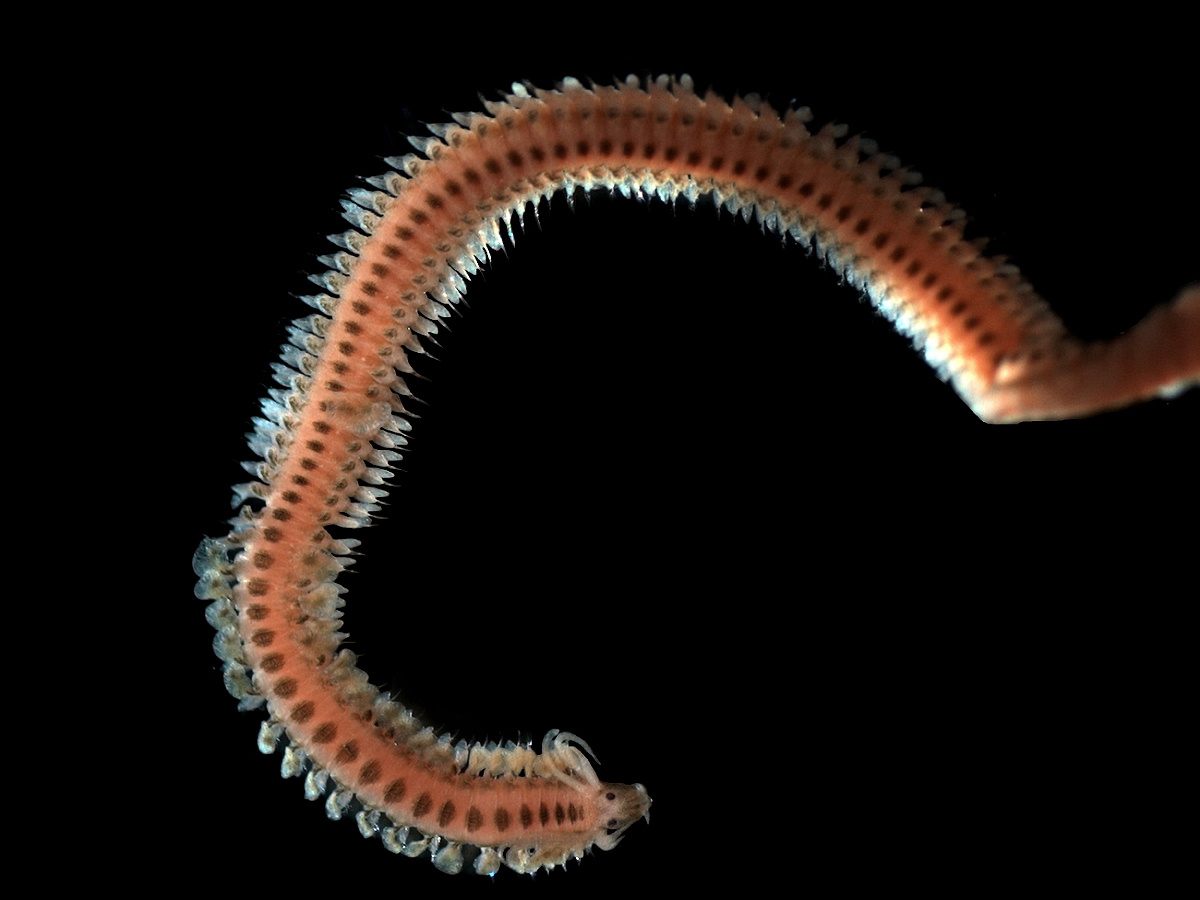
Phyllodoce maculata-mucosa
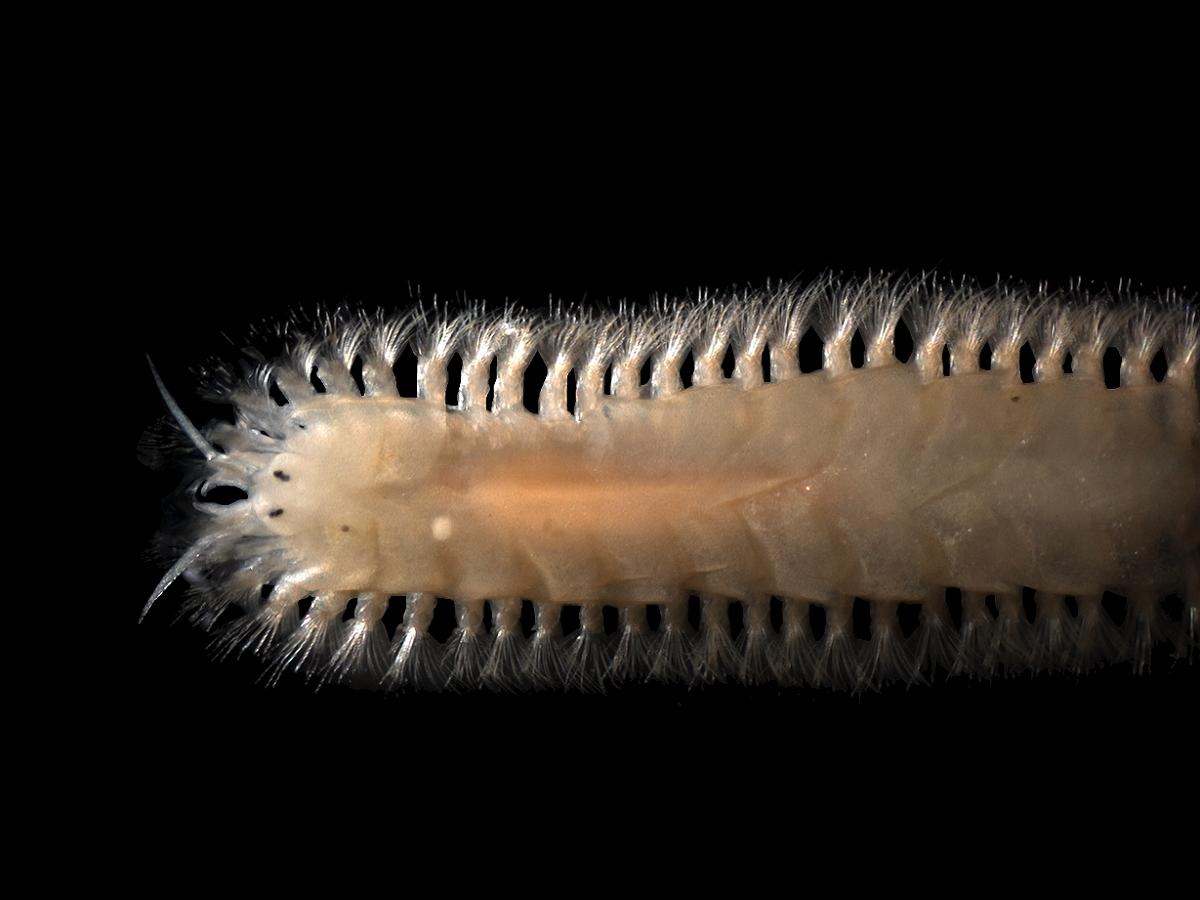
Sthenelais boa